# Kabelfernsehen
Beim Kabelfernsehen werden Bild- und Tonsignale, insbesondere Rundfunkprogramme, über ein Koaxialkabel (Breitbandkabel) zu den Endkunden übertragen.

## Geschichte
Die ersten Fernsehübertragungen mittels Kabel führte die BBC Mitte der 1930er Jahre in London durch (siehe auch unten "Situation in einzelnen Ländern").

## Empfangstechnik
Zum Empfang braucht man ein Empfangsgerät, das die im Kabel genutzte Übertragungsnorm unterstützt. Früher war das PAL B/G, heutzutage ist das meist DVB-C.
Das Empfangsgerät kann im Fernseher eingebaut sein, ein Beistellgerät sein oder eine Einsteckkarte/ein USB-Stick für den PC sein. Das Empfangsgerät wird mit einem geeigneten Kabel mit der Antennendose verbunden (meist Koaxialkabel RG-59).
Der prinzipielle Aufbau sieht folgendermaßen aus:
- Ein Koaxialkabel führt in die Wohnung.
- Es trifft auf eine Verteilerdose, die stellt drei Signale zur Verfügung:
  - Klassische FM-Hörfunkempfänger: Downstream 85–111 MHz
  - Internet und damit verbundene Dienste: Upstream 5–85 MHz und Downstream 111–864 MHz
  - herkömmliches Kabelfernsehen: Downstream 111–864 MHz
- Klassische Hörfunkempfänger werden an die erste Buchse angeschlossen (Antennenbuchse weiblich, hohler Innenleiter)
- Internet und Telefon (VoIP) wird an die mittlere Buchse angeschlossen (F-Buchse)
- Fernsehen an die dritte Buchse (Antennenbuchse männlich, massiver Innenleiter)

Diese Antennensteckdose wird gewöhnlich durch einen Techniker vom Kabelfernsehnetzbetreiber in der Wohnung installiert oder ist bereits in der Wohnung vorhanden.

## Kosten
Im Unterschied zum Antennen- und Satellitenfernsehen muss man für das Kabelfernsehen in der Regel Anschlussgebühren und für Spartenprogramme und private HDTV-Programme meist zusätzliche monatliche Abonnements-Gebühren bezahlen. Die Anschlussgebühr war in Deutschland bis 30. Juni 2024 häufig in den Mietnebenkosten enthalten, so dass der Empfang der ÖR-Programme (Hörfunk- wie HDTV-Fernsehprogramme) sowie vieler Privatprogramme (in SDTV-Qualität, HD gegen Aufpreis) möglich war. Dieses sogenannte Nebenkostenprivileg, also die Möglichkeit, den Kabelanschluss für alle Mieter eines Mehrparteienhauses über die Bruttomiete zu verrechnen, wurde in Deutschland nach einer Übergangszeit zum 1. Juli 2024 abgeschafft, womit seitdem die Mieter selbst entscheiden können, ob und über welchen Weg sie fernsehen wollen und ggf. selbst einen Vertrag mit dem Anbieter ihrer Wahl (DVB-T2, IPTV oder Kabelbetreiber) abschließen können. Unabhängig davon ist die Rundfunkabgabe zu entrichten (Deutschland: Rundfunkbeitrag (bis 2012: GEZ); Österreich: ORF-Beitrags Service (bis 2023: GIS); Schweiz: Serafe (bis 2018: Billag)).

## Programmangebot
Zu Beginn wurde neben dem analogen Fernsehsignal auch ein analoges UKW-Hörfunkangebot im Band II über das Kabel übertragen. In den bis mindestens 450 MHz ausgebauten Netzgebieten wird im Hyperband (Sonderkanäle beginnend mit S21) auch ein digitales Angebot (siehe auch Angebot von DVB-C) in Form digitaler Senderpakete beziehungsweise Bouquets bereitgestellt. Das digitale Fernsehen hat die alte analoge Übertragungsart bis 2019 weitestgehend abgelöst (siehe Analogabschaltung). Zum Empfang der in den digitalen Angeboten übertragenen Fernseh- und Hörfunkprogramme wird ein Digitalreceiver benötigt – oft eine Set-Top-Box, bei neueren Fernsehern ist der Empfänger meist bereits eingebaut (siehe IDTV) –, der die im DVB-C-Standard codierten Signale für die Wiedergabe umsetzt. Zum Empfang von Bezahlfernsehen wie Sky, den Privatsendern allgemein bei einigen Anbietern, den HDTV-Varianten vieler Sender, Kabel Digital Home oder KabelKiosk wird zusätzlich eine Smartcard benötigt.
Jedoch ist DVB-T und DVB-T2 durch seine Technik und in Bezug auf die Anzahl der Sender in einigen Städten eine kostengünstige Alternative zum Kabelfernsehen geworden und viele Empfänger unterstützen aufgrund der technischen Ähnlichkeit ohnehin beide DVB-Standards. Daher waren die Kabelfernsehanbieter verstärkt dazu gezwungen, ihre Netze für den Kunden durch die Digitalisierung mit dem gleichzeitigen Ausbau ihres Angebotes attraktiver zu machen. Beim Kabelfernsehen werden die digitalen Signale zentral im Playoutcenter oder dezentral in der Kopfstation in analoge Fernsehsignale – meist in PAL – oder in DVB-C-Signale umgesetzt.
Technisch ist die Übertragung von DVB-T und DAB-Radio über ein Kabelfernsehnetz problemlos möglich. Jedoch wird diese Option in der Regel nur bei Gemeinschaftsantennenanlagen aus Kostengründen genutzt.
Bei Fernsehern, die nur beim DVB-T-Empfang eine Versorgungsspannung von 5 V an der Antennendose für einen Antennenverstärker zur Verfügung stellen können, ist es mittels eines zusätzlichen automatischen Umschalters (Relais) möglich, wahlweise Kabelfernsehen oder DVB-T über eine zusätzlich vorhandene DVB-T-Antenne zu empfangen.
In Deutschland wurden häufig von großen Kabelfernsehanbietern UKW-Radio, ARD, ZDF und die lokalen Fernsehsender über analoges Kabelfernsehen als kleine Grundversorgung sehr preisgünstig auf Nachfrage angeboten. Hier wurde mit Hilfe von (Sperr-)Filtern, die sich im Verteilsystem oder in der Kabeldose befinden, die Bandbreite des Kabelanschlusses technisch begrenzt und damit das zusätzliche Angebot ausgesperrt. Mit der Einführung von DVB-C in den Kabelnetzen wurde dies teilweise mit einer Grundverschlüsselung realisiert.

## Radioempfang
Das Kabelfernsehen kann auch Rundfunksender verbreiten.

### Analoges UKW-Radioangebot
Im Frequenzbereich von 87,5 MHz bis 108 MHz (VHF-Band II, in einigen Ländern abweichend, siehe OIRT-Band) wird auch ein analoges UKW-Radioangebot im Kabel übertragen. Zum Empfang dieser Radiosender kann jeder handelsübliche UKW-Radioempfänger mit einem 75 Ohm-Antennenanschluss (gemäß IEC 60169-2) für externe UKW-Antenne genutzt werden. Es ist nur eine Verbindung des Antennenanschlusses am UKW-Empfänger mit der entsprechenden Anschlussbuchse an der Kabelanschlussdose mit einem Antennenkabel erforderlich. Die Anschlüsse des Antennenkabels sind die gleichen wie bei dem Fernseh-Antennenkabel. Durch die Umkehrung von Stecker und Kupplung bei den Anschlüssen ist die Verlegerichtung zum Fernsehkabel umgekehrt. Die gleichen Kabeltypen wie beim Fernsehempfang können auch für den Rundfunkempfang verwendet werden. Einige ältere UKW-Empfänger, die statt eines koaxialen Antennenanschlusses einen Anschluss für das symmetrische 240 Ohm-Bandkabel haben, brauchen zusätzlich noch ein Empfänger-Symmetrierglied oder eine Radioantennenweiche mit einem integrierten Symmetrierglied für den symmetrischen UKW-Antennenanschluss.
Einige Netzbetreiber haben das analoge UKW-Radioangebot 2018 (so der größte Anbieter Vodafone) bereits eingestellt. Im Unitymedia-Kabelnetz wird der UKW-Bereich weiterhin genutzt. Geplant ist diese Abschaltung ab Frühjahr 2022 und soll bis zum Februar 2023 komplett umgesetzt sein.

### Digitales Radioangebot über DVB-C
Neben dem analogen Programmangebot über UKW ist auch die digitale Übertragung von Radioprogrammen über DVB-C in hoher Qualität möglich. Vor dessen Einführung wurde das DSR-Radiopaket im Kabel übernommen. Da die Übertragung mittels DVB-C auch verschlüsselt möglich ist, kann DVB-C für die Übertragung von zusätzlichen kostenpflichtigen Radioprogrammen (Pay-Radio) verwendet werden, was von Sky (eingeschränkt) genutzt wurde und von vielen Kabelnetzbetreibern genutzt wird. Die unverschlüsselte Einspeisung aller Radioprogramme der ARD über DVB-C erfolgte, obwohl mit geringem technischen Aufwand möglich, lange Zeit nur durch die wenigsten Kabelnetzbetreiber. Seit Sommer 2008 werden alle öffentlich-rechtlichen Radiosender digital und unverschlüsselt im digitalen Kabelnetz von Kabel Deutschland übertragen. Inzwischen sind digitale Radioprogramme bei allen Netzbetreibern verfügbar.
Empfangsmöglichkeiten bieten z. B. alte, für Kabelfernsehen geeignete Set-Top-Boxen, die über analoge Cinch-Stecker mit vorhandenen AUX-Eingängen der HiFi-Anlage verbunden werden. Auch die Auskoppelung des Tonsignales aus einem SCART-Stecker ist mittels Adapter möglich. Alternativ eignen sich auch digitale S/PDIF- oder TOSLINK-Anschlüsse zur Übertragung von Rundfunkton zur HiFI-Anlage. Seit 2017 sind auch spezielle Kabelempfänger (DVB-C Radio Tuner) für Rundfunkempfang von TechniSat und Vistron erhältlich.

## Digitalisierung des Kabelfernsehens

Logo des digitalen Kabelfernsehens „DVB-C“

Die erste digitale Fernsehübertragung im Kabelfernsehnetz gab es bereits 1989 mit der Einführung des D2-MAC-Standards, der sich jedoch nicht durchgesetzt hat.
Die schrittweise Einführung von digitalen Zusatzdiensten (Internet, Telefonie usw.) und die Umstellung von der analogen auf die digitale Bildübertragungsverfahren digitalisiert. Dabei wurden analoge und digitale Signale viele Jahre parallel über das Kabel übertragen. Erst 2019 wurde die analoge Verbreitung komplett in Deutschland eingestellt. Über Satellit und Antenne wird in Deutschland, Österreich und der Schweiz sowie den meisten Ländern weltweit nur noch digital ausgestrahlt (siehe Analogabschaltung). Durch den Einsatz von digitalen Datenübertragungsverfahren wie DVB-C und DVB-C2 bzw. HD lässt sich die aus technischen Gründen begrenzte Bandbreite im Kabelfernsehen wirtschaftlicher nutzen, weil durch diese digitale Übertragungsverfahren die Bildqualität gesteigert werden kann oder mehr Sender im vorhandenen Frequenzspektrum gleichzeitig übertragen werden können. In der Regel sind die verschiedenen analogen und digitalen Angebote je nach Vertragsverhältnis und Anbieter verfügbar. Es werden viele Programme von digitalen Übertragungswegen, als digitale Signalzuführung in den Kopfstationen des Kabelfernsehens noch in analoge Rundfunksignale für das Kabelnetz umgesetzt.

### Empfangsgeräte
Der Empfang des digitalen Kabelfernsehens setzt einen DVB-C-Tuner für einen Fernseher voraus. Neuere Fernseher haben digitale Tuner für DVB-C, DVB-S und DVB-T eingebaut sowie CI-Interfaces für Smartcards zum Entschlüsseln von Bezahlsendern. Ältere Fernseher brauchen eine Set-Top-Box (STB), auch als Digitalreceiver oder Kabelbox bekannt. Mit einem DVB-C-Tuner können meist auch digitale Radioprogramme, die meist ebenfalls mit DVB-C übertragen werden, empfangen werden.
Das in Deutschland bekannteste Gerät für das digitale Fernsehen war die d-box, die es auch für Kabelfernsehen gab. Da dieses Gerät nicht mehr weiterentwickelt wurde (die Produktion wurde 2001 eingestellt), haben regionalen Kabelfernsehbetreiber ihren Kunden weiterentwickelte Set-Top-Boxen (je nach Vertragsart auch subventioniert) angeboten. Diese Geräte müssen aber nicht für Sky geeignet sein. Jeder Verbraucher kann auch eigenständig einen für DVB-C geeigneten Digitalreceiver im Fachhandel erwerben und anschließen.
Analog wird in Deutschland kein HDTV-Signal verbreitet. Ältere Fernseher sind zwar oft HDTV-fähig, haben aber oft nur einen Analogempfänger. Erst mit einer für HDTV ausgelegten Set-Top-Box kann mit diesen alten Fernsehern HDTV empfangen werden.
Viele digitale Programme (Bezahlfernsehen) werden verschlüsselt im Kabelfernsehen übertragen und sind nur nach einer zusätzlichen Freischaltung mit einer Smartcard und kostenpflichtigen Zusatzangeboten empfangbar. Um verschlüsselte Programme freischalten zu lassen, muss in den Kartenleser die passende Smartcard des Anbieters eingesteckt werden.
Digitale Fernseher können die DVB-Signale mittlerweile direkt empfangen und brauchen keine separate Set-Top-Box mehr. Diese Fernseher sind Standard im Handel. Eine Set-Top-Box kann gemeinsam mit einer Smartcard in der Regel nur ein Fernsehprogramm dekodieren, so dass beim Einsatz von digitalen Videorekordern häufig eine weitere Smartcard und eventuell CI-Interface für den Decoder erforderlich ist, um verschlüsselte Programme aufzunehmen.
Eine automatische Verbesserung der Bildqualität wurde bei der Umstellung von analogem zu digitalem Kabelfernsehen in der Regel von den Sendern und den Kabelnetzbetreibern angestrebt. Die Anzahl der digital verfügbaren DVB-C-Sender konnte sich bei der Umstellung auf das Fünf- bis Zehnfache erhöhen.

## Technische Erweiterungen (Triple Play)

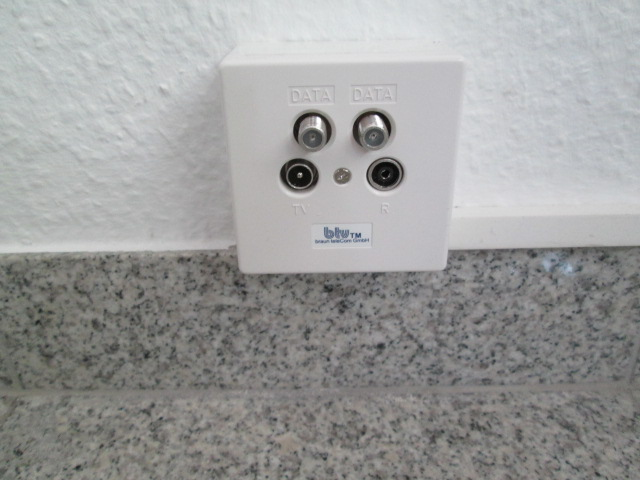
4-Loch-Multimediadose (MMD)

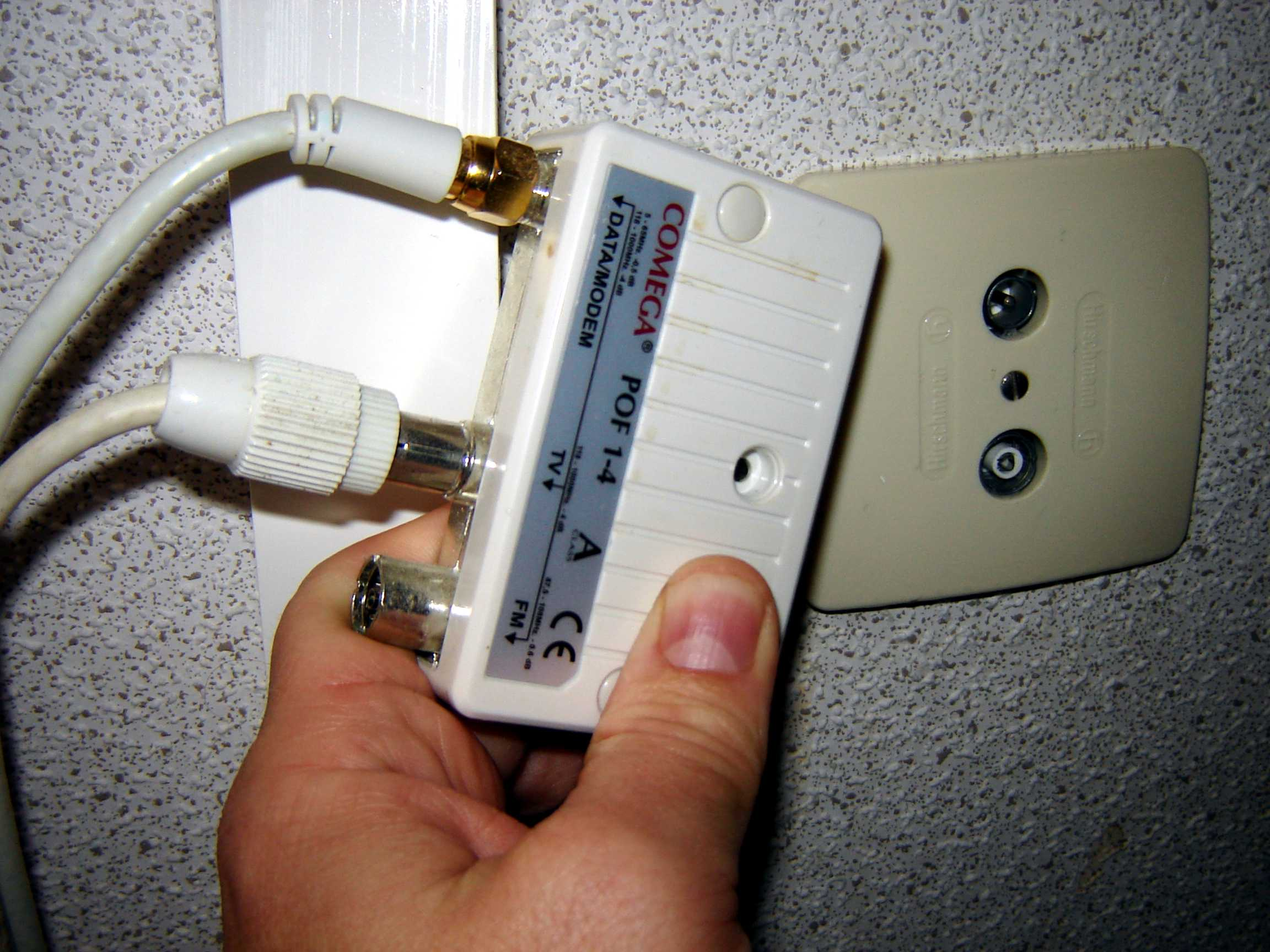
Ein nachgerüsteter Kabelanschluss mit herkömmlicher Antennendose erfordert einen zusätzlichen Aufsteckadapter (auch POA genannt).

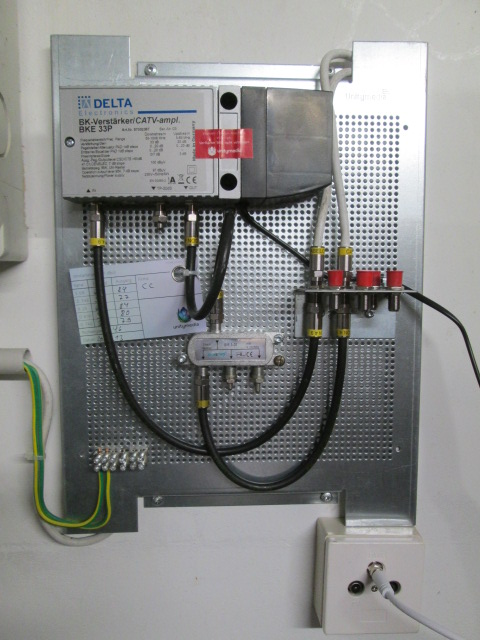
Rückkanalfähige Kabelanlage

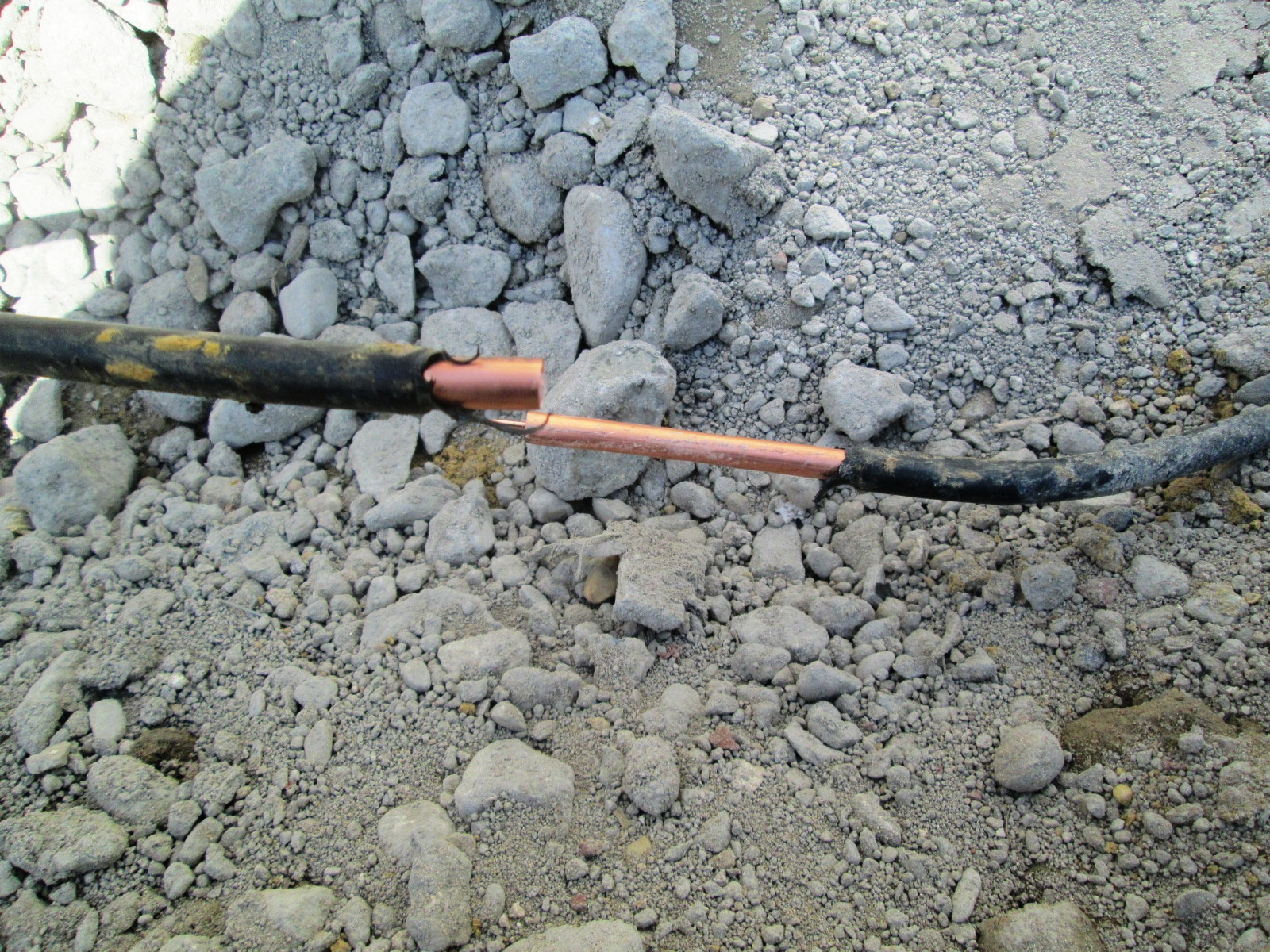
Koaxialkabel für den Erdbereich. Beschädigung durch einen Bagger

Moderne Kabelnetze sind in der Regel bidirektionale Netze, mit deren Hilfe eine Rückkanalfähigkeit gegeben ist. Dadurch lassen sich auch Mehrwertdienste und interaktive Dienste nutzen, wie zum Beispiel Breitband-Internetzugang mittels Kabelmodem über das Fernsehkabel, sofern sie vom Kabelnetzbetreiber angeboten werden. Darüber hinaus ist das Telefonieren über das Kabelnetz in Ausbaugebieten möglich.
In vielen Fällen wurde die Rückkanalfähigkeit erst in den letzten Jahren nachgerüstet, nachdem das Kabelnetz ursprünglich als reines Verteilmedium für Radio- und Fernsehsignale konzipiert worden war. Für die Umstellung auf Rückkanalfähigkeit war es insbesondere erforderlich, die alten Verstärker in den oft am Straßenrand befindlichen Verteilerkästen auszutauschen. Die neuen Verstärker unterstützen zudem auch ein erweitertes Frequenzspektrum von bis zu 862 MHz, wodurch im Kabelnetz zusätzliche Kapazitäten entstehen. Wird die Rückkanalfähigkeit nachgerüstet, werden oft nur diejenigen Wohnungen mit einer geeigneten Antennenanschlussdose (dritter Anschluss für den Breitband-Internetzugang) ausgestattet, die den Internetzugang von Anfang an nutzen. Für herkömmliche Dosen gibt es deshalb Aufsteckadapter. Sie enthalten einen Filter, der das Datensignal aus dem vorhandenen Signal extrahiert und es über einen dritten Anschluss zur Verfügung stellt.
Ein häufig verwendetes Protokoll für die Anbindung des Internets über das Fernsehkabel ist DOCSIS, das in der neueren Spezifikation 3.1 Datenraten bis zu 10 Gbit/s im Downstream und 1 Gbit/s im Upstream und Datenverkehr in Echtzeit in Zukunft ermöglicht. Für private Endkunden stehen solche Datenraten noch nicht zur Verfügung. Üblich sind derzeit Geschwindigkeiten mit DOCSIS 3.1 bis 1 Gbit/s. Der nächste Entwicklungsschritt findet mit diesen Datenraten statt und soll nach Angabe des Portals Teltarif die Verschmelzung von Fernsehen, Internet und Multimediadiensten in ausgewählten deutschen Großstädten ermöglichen. Für das Triple Play, die gleichzeitige Nutzung von Fernsehen/Radio, Internet und Telefon, genügen bereits Datenraten ab ca. 2000 kbit/s, allerdings kann IPTV mit fernsehbildähnlicher Auflösung höhere Datenraten erfordern.

### Telefonieren
Die angebotenen Telefoniedienste sind ausschließlich Voice over Cable also VoIP-Anschlüsse (Internettelefonie). Die verwendeten Kabelmodems werden von den meisten Anbietern als Mietgeräte zur Verfügung gestellt und beinhalten einen integrierten IP-Adapter sowie für den SIP-Standard bei den Fritzboxen von AVM. Sie ermöglichen den Anschluss eines herkömmlichen Analogtelefons am Kabelmodem. Die Modemmodelle werden bereits fest vom Anbieter vorkonfiguriert. Telefonie über alternative VoIP-Anbieter erfordert in diesem Fall den Anschluss eines externen SIP-Adapters des Kunden oder die Nutzung alternativer Dienste wie Skype.
Gateways des Internetdienstanbieters verbinden den Telefonkunden über das Internet mit dem Festnetz der anderen Telefongesellschaften. Die Identifikation des Teilnehmers erfolgt über die MAC-Adresse des IP-Adapters. Bei internetbasierenden Telefoniediensten und Skype kann es generell durch Paketverluste zu Störungen kommen. Auch bei der Nutzung von analogen Datendiensten mittels Modem und Fax über diese Anschlüsse kann es je nach verwendetem Übertragungsprotokoll zu Störungen kommen. (Siehe dazu VoIP, Fax über IP (Fax over IP, FoIP)).
HD-Telefonie mit erweitertem Frequenzspektrum wird bisher von keinem namhaften Kabelnetzbetreiber angeboten, ist aber über die reguläre Internetnutzung mit alternativen Telefonieanbietern möglich. Beschränkt wird diese Möglichkeit nicht durch das Kabelfernsehen, sondern durch die Voraussetzung, dass die gesamte Übertragungskette zwischen den Teilnehmern durchgängig (G.722-kompatibel) ausgebaut sein muss.

### Übertragung von Fernsehsignalen über Ethernet
Cable TV Fiber Optic (CATV FO) ist eine Glasfaserlösung für die Übertragung von digitalen Fernsehsignalen über Ethernet/LAN (Local Area Network). Dieses Verfahren zählt zu den internetbasierten (IP) Übertragungsverfahren, die unabhängig vom klassischen Kabelfernsehen existieren können. Mit diesem System können die Signale im Glasfasernetz ohne zusätzliche Verstärker über längere Strecken übertragen werden und so weitläufige Regionen digital erschlossen werden, um sie nach einer Umsetzung mit Kabelfernsehen und anderen Medien zu versorgen.
Einsatzgebiete sind Gebäudekomplexe und größere Unternehmensstandorte mit strukturierter Verkabelung; beispielsweise Firmen- und Gewerbeparks, Freizeitanlagen, Hotels, Logistikzentren, Raffinerien, Häfen, Bahnhöfe oder moderne Wohnanlagen. Mit einzelnen Produkten können Fernsehsignale über Distanzen bis 2000 Meter und an bis zu 64 Empfänger verteilt werden (FTTH). Die Multimedialösung ist in der strukturierten Gebäudeverkabelung (strukturierte Verkabelung) als Campus-, Gebäude- sowie Etagenverteiler einsetzbar und kann in bestehende Netzwerke integriert werden.
Diese Technik ist für alle digitalen Übertragungsverfahren, besonders jedoch für IPTV und Webradio geeignet. Zusätzlich lässt sie sich auch für DVB-C und nach einer Digitalisierung auch für analoge Radio- und Fernsehsignale einsetzen. Damit jedoch auch klassische Rundfunkempfänger, die ihre Signale mittels einer Antennendose erhalten und nur über DVB-C oder analog Kabelfernsehen empfangen werden können, versorgt werden können, sind in der Kopfstelle Umsetzer für die Signale von Cable TV Fiber Optic auf die konventionellen Systeme erforderlich. Aufgrund der möglichen hohen digitalen Übertragungsqualität kann diese Übertragungstechnik zur Zuführung von Signalen in die Kopfstelle des Kabelnetzanbieters verwendet werden.
Eine weitere neue Möglichkeit ist die Sat-over-IP-Technik zur Übertragung und Verteilung von DVB-S und auch von DVB-C-Fernsehsignalen als IP-Datenstrom. Auch mit Hilfe von Smart-TVs und HDMI-Sticks stehen weitere internetbasierende Empfangsmöglichkeiten zur Verfügung.

### Weitere internetbasierende Dienste
Unabhängig vom digitalen Ausbau können mit entsprechenden Geräten via HbbTV ergänzende internetbasierende Videodienste genutzt werden.
Rundfunkprogramme und Multimediadienste können mit unterschiedlichen Protokollen über das Internet übertragen werden. Diese auf dem Internet basierenden Dienste sind technisch unabhängig vom gewählten Übertragungsmedium (Telefon-/Fernsehkabel oder Mobilfunk).
Während Webradio auf Grund seiner relativ geringen Datenrate kaum noch Probleme verursacht, sind hochauflösende unterbrechungsfreie Videostreams (IPTV) in der Regel nur mit entsprechend leistungsfähigen Anschlüssen möglich.
Die Durchleitung durch ein anbieterkontrolliertes geschütztes Netzwerk unterscheidet jedoch die IPTV-Dienste, die vor allem Kabel- und DSL-Anbieter vermarkten, vom frei verfügbaren Internetfernsehen.

## HD-Fernsehen
Hochauflösendes Fernsehen, auch HDTV genannt, wird i. d. R. digital übertragen, da die zur Fernsehübertragung erforderliche Bandbreite bei HDTV wesentlich größer ist als beim konventionellen Fernsehen.
HD-fähige Fernseher mit nur einem analogen Anschluss brauchen einen HD-fähigen Digitalreceiver (Set-Top-Box), um HDTV zu empfangen.
Die Übertragung von HDTV in Deutschland erfolgt digital mit DVB-C.
Die Übertragung des HDTVs kann wahlweise auch verschlüsselt, beispielsweise für Bezahlfernsehen, erfolgen. Die Einspeisung aller HD-Programme von ARD und ZDF erfolgt, obwohl mit geringem technischen Aufwand möglich, nur durch wenige Kabelnetzbetreiber. Der Grund dafür liegt darin, dass Kabelbetreiber eine Einspeisegebühr von den öffentlich-rechtlichen Anstalten verlangen. Auch der Empfang von privaten Fernsehsendern wird zurzeit von den großen Kabelnetzbetreibern recht unterschiedlich ermöglicht. Hier geht es vor allem um die Grundverschlüsselung der HD-Programme. Auch der Empfang von reinem Bezahlfernsehen, wie Sky, ist ebenfalls abhängig von der Einspeisung des Kabelnetzbetreibers möglich. Es werden jedoch derzeit von Sky aus Kostengründen nicht alle HD-Sender in den Kabelfernsehnetzen eingespeist. Nur über die Astra Satellitenposition 19,2° Ost wird in DVB-S das komplette Paket angeboten.

## Netzebenen und Abgrenzung des Kabelfernsehens von einer Gemeinschaftsantennenanlage

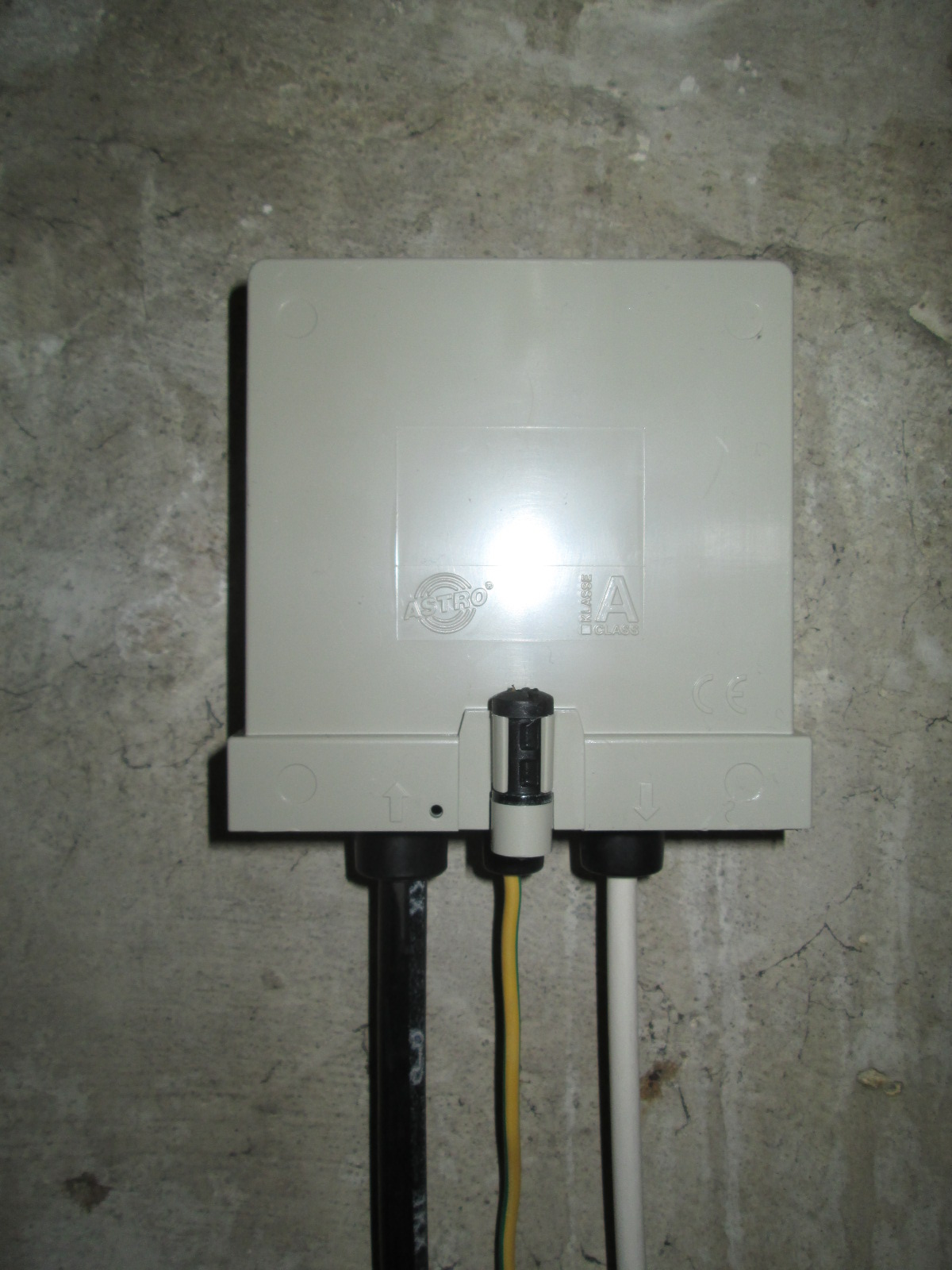
Hausübergabepunkt von Astro

Das Kabelfernsehen kann prinzipiell mit einer Großgemeinschaftsantennenanlage (GGA) oder einer Gemeinschaftsantennenanlage (GA), etwa einer Hausantenne auch mit einem zusätzlichen Einkabelsystem sowie mit den Satellitendirektempfang mittels Multischalter kombiniert oder damit verwechselt werden.
Bei Bedarf können zusätzliche Signale in das lokale Kabelnetz des Hauses eingespeist werden. Es ist auch ein Satellitendirektempfang mittels eines SAT-Receivers in der eigenen Wohnung beim Kabelfernsehen prinzipiell möglich. So können auch zusätzliche lokale Radio- oder Fernsehsender, ebenso wie DVB-T-Signale oder Signale einer Satellitenrundfunk-Empfangsanlage in die Kabelanlage direkt eingespeist oder für das Kabelfernsehen umgesetzt werden.
Die Auskoppelung kann dann an der jeweiligen Antennenanschlussdose des Nutzers beispielsweise mittels eines zusätzlichen DVB-T oder SAT-Receivers erfolgen.
Um Verwechslungen mit Gemeinschaftsantennenanlagen zu vermeiden, wurden Netzebenen für das Kabelfernsehen definiert, um Abgrenzungen vornehmen zu können. Das Kabelnetz in Deutschland kann organisatorisch in mehrere Netzebenen aufgeteilt werden:
- Netzebene 1: zwischen Studio und Fernsehschaltstelle.
- Netzebene 2: zwischen Fernsehschaltstelle und BK-Verstärkerstelle
- Netzebene 3: zwischen BK-Verstärkerstelle und Hausübergabepunkt einschließlich BK-Verteilnetz
- Netzebene 4: zwischen Hausübergabepunkt und Breitbandsteckdose, neu MMD Multi Media Dose (Hausverteilung)
- Netzebene 5: Endgerätebereich

In anderen Ländern, wie zum Beispiel in der Schweiz, kann diese Aufteilung anders sein.
In Deutschland ist man in der Regel Kunde eines Anbieters auf der Netzebene 4.
Während man bei einer Gemeinschaftsantennenanlage (GA) bei Hotels oder Wohnblöcken von bis zu einigen hundert Teilnehmern ausgeht, sind Großgemeinschaftsantennenanlagen (GGA) für mehrere hundert Teilnehmeranschlüsse und weiter auseinander liegende Objekte gedacht. Großgemeinschaftsantennenanlage war auch die übliche Bezeichnung bis in die 1970er/1980er Jahre, als wie bei einer Hausantenne das übliche analoge terrestrische Fernsehsignal durch Kleinbetriebe, Vereine oder Gemeinden verteilt wurde. Dies geschah teilweise um einfach einen örtlich schlechten Empfang auszugleichen, teilweise um mit etwas größerem technischen Aufwand auch Programme des nahen Auslands zu empfangen. Die Übergänge in der verwendeten Technik zwischen Großgemeinschaftsanlage und Kabelnetz sind dabei fließend. Die Bezeichnung GGA hat sich vor allem in der schon früh ins Kabelfernsehen eingestiegenen Schweiz in zahlreichen Organisationsbezeichnungen erhalten, vereinzelt auch in Österreich und Deutschland.

## Frequenzbereich und Signalstärke
Unter der Bandbreite des Kabelfernsehens versteht man die Anzahl der gleichzeitig übertragbaren Kanäle und den dabei genutzten Frequenzbereich. Dieser nutzbare Frequenzbereich wird kontinuierlich von den Betreibern erweitert und ausgebaut.
Durch eine Erhöhung des nutzbaren Frequenzbereiches des Kabelfernsehnetzes wurde auch die Einführung der Sonderkanäle für das Kabelfernsehen möglich. Die nutzbare Bandbreite ist immer von den verwendeten Kabeln, Verstärkern, Verteilern, Anschlussdosen und Größe der Anlage abhängig.
| Jahr  | Bandbreite (MHz) | Nachbarkanal- fähigkeit | Fernsehkanäle DVB-C-Kanäle | davon auf terre- strischen Freq. |
| ----- | ---------------- | ----------------------- | -------------------------- | -------------------------------- |
| ≈1985 | 230 MHz          | nein                    | 11 Kanäle                  | 06 Kanäle                        |
| ≈1988 | 300 MHz          | nein                    | 16 Kanäle                  | 06 Kanäle                        |
| ≈1991 | 300 MHz          | ja                      | 30 Kanäle                  | 11 Kanäle                        |
| ?     | 470 MHz          | ja                      | 51 Kanäle                  | 11 Kanäle                        |
| ?     | 614 MHz          | ja                      | 66 Kanäle                  | 26 Kanäle                        |
| ?     | 854 MHz          | ja                      | 99 Kanäle                  | 56 Kanäle                        |

Da beim digitalen Kabelfernsehen mehr Fernsehsender als beim analogen Kabelfernsehen in dem gleichen Frequenzbereich übertragen werden können, werden neben der Erweiterung des nutzbaren Frequenzbereiches neue Fernsehkanäle vorzugsweise digital übertragen. Das Kabelfernsehen bietet Platz für mehr Kanäle als bei terrestrischer Ausstrahlung, aber viel weniger als über Satellit.

### Ausbau der Bandbreite
Unter der Ausbaustufe wird häufig die nutzbare Bandbreite (Frequenzbereich) beim Kabelfernsehen verstanden. In der Geschichte des Kabelfernsehens wurde die Anzahl der gleichzeitig übertragbaren Kanäle und der dabei genutzte Frequenzbereich mehrfach von den Betreibern erweitert. Ursprünglich war eine maximale Übertragungsfrequenz für das Kabelnetz von 300 MHz und 450 MHz geplant. Später wurde auf 600 MHz und 750 MHz erweitert. In neuester Zeit wurde der Bereich bis auf 862 MHz erweitert. Somit stehen z. Zt. in ausgebauten Gebieten in Empfangsrichtung der Frequenzbereich von maximal 80 MHz bis 862 MHz und in Senderichtung (Rückkanal) von maximal 5 MHz bis 65 MHz zur Verfügung.
Durch den Einsatz von Rückkanälen für Internet und Telefonie über Kabelfernsehen sinkt jedoch für den Kunden die nutzbare Bandbreite für das Fernsehangebot. Hier wird für in Senderichtung (engl. „upstream“) der Bereich von 30 MHz bis 65 MHz genutzt. In Zukunft soll durch die Einführung von Docsis 3.1 auch der Frequenzbereich von 15 MHz bis 30 MHz genutzt werden.
Es ist jedoch auch technisch möglich, unerwünschte Fernsehkanäle oder Dienste aus dem Kabelnetz mittels Sperrfiltern zu unterdrücken und in den vorhandenen Lücken weitere Radiosender und Fernsehkanäle (z. B. zur Videoüberwachung) hinzuzufügen. Bei der kleinen analogen Grundversorgung, die früher preisgünstig angeboten wurde, wurde die Bandbreite mittels eines Sperrfilters bei dem betroffenen Teilnehmer eingeschränkt, um das frei verfügbare Fernsehangebot zu begrenzen. Bei diesen Anschlüssen waren in der Regel nur ARD, ZDF, das jeweilige dritte Programm der Region, vorhandene lokale Fernsehsender sowie das UKW-Angebot nutzbar.

### Störungen

#### Ursachen
In Wohngebieten mit vorhandenen älteren Hausverkabelungen wurden häufig alte, oft unzureichend geschirmte Antennenleitungen weiterverwendet, wodurch zum Beispiel im Autoradio Radiosender aus dem Kabelnetz empfangen werden können und andere Funkdienste gestört werden. Bereits in der Anfangsphase musste die Deutsche Bundespost die analoge Nutzung von einigen Sonderkanälen (S02, S03 und S04) wieder einstellen, um eine Störung des Flugfunks zu vermeiden. Zudem kam es seit der Einführung des DAB-Radios (Digital Audio Broadcasting) immer wieder zu Störungen von Fernsehsendern im Kabelnetz. Dieses Problem wurde durch Erhöhung der Sendeleistung von DAB auf den Fernsehkanälen 5 bis 12 erneut deutlich sichtbar. Dabei wirken Teile des Kabelfernsehnetzes als Antenne oder es kommt zu einer direkten Einstrahlung in schlecht abgeschirmten Verstärkern und Verteilern, weil Errichtungsvorschriften des Betreibers oder beim Kunden in der Wohnung nicht eingehalten wurden.
Diese alten schlecht abgeschirmten Koaxialkabel und Verteilelemente sowie die Weiterverwendung veralteter Steckdosen in Wohngebäuden bei der Umstellung von terrestrischem Antennenempfang auf einen Kabelanschluss sind als Ursache vieler Störungen in alten Kabelnetzen zu nennen. Die damalige Deutsche Bundespost gab zwar eine Empfehlung zur Verwendung von doppelt abgeschirmten 75-Ω-Verteilerelementen an die Installationsbetriebe heraus, kontrolliert wurde die Einhaltung der Verordnung häufig jedoch nicht. Somit war diese Empfehlung in der Praxis oft unwirksam, da sogar die damals noch üblichen 60-Ω-Installationen aus Kostengründen weiter verwendet wurden.
Die Störungen sind jedoch durch den Verursacher selbst zu beseitigen. Auch die Nachfolger des Entstörungsdienstes der Deutschen Bundespost ermittelt diese Störursachen für den Betroffenen auf Antrag kostenlos, anschließend kann dann der Verursacher verbindlich zu deren Beseitigung verpflichtet werden.
Vor der Einführung des Kabelfernsehens sind bereits viele der jetzt dem Kabelfernsehen zur Verfügung stehenden Frequenzen auch anderen Funkdiensten wie Flugfunk und Amateurfunkdienst oder BOS (Funkdienste der Behörden und Organisationen mit Sicherheitsaufgaben) zugeteilt worden. Diese Funkdienste können gestört werden, falls Antennenkabel und Steckverbindungen nicht korrekt oder nicht ausreichend abgeschirmt sind oder bewusst manipuliert wurden. Bei diesen Frequenzen handelt es sich in der Regel um die Sonderkanäle des Kabelfernsehens. Sie werden in Deutschland mit einem zusätzlichen S gekennzeichnet. Ein direkter Empfang dieser Kanäle ist nur mit Fernsehern möglich, die mit einem Kabeltuner ausgerüstet sind. Ab Mitte der 1980er Jahre konnten die meisten Fernseher diese Sonderkanäle empfangen oder ein Kabeltuner bei Bedarf nachgerüstet werden.
Auch eine unzureichende Entzerrung des Pegels im genutzten Frequenzband oder eine zu hohe Verstärkung kann den Kabelfernsehempfang empfindlich stören.

#### Typische Störungserscheinungen
Typisch waren folgende Störungen:
- Verrauschtes Bild („Schnee“) oder Griesel durch zu geringen Signalpegel
- Schatten, Geisterbilder, ein schwaches „Durchkopieren“ eines anderen Senders und sonstige Empfangsstörungen durch mangelnde Abschirmung oder durch Reflexionen im Kabelnetz
- Beim digitalen Kabelfernsehen kann es zu „Klötzchenbildung“ und „Einfrieren“ des Bildes (blocking/freeze) oder zu sporadischen Aussetzern bei zu geringem, aber auch bei zu hohem Signalpegel kommen.
- Bei Ingress (Einstrahlung) ist sogar der unerwünschte Empfang anderer Funkdienste durch mangelnde Abschirmung möglich.

Besonders beim Internetzugang über die Leitungen des Kabelfernsehens haben die oben beschriebenen Effekte noch größere Auswirkungen, da durch elektromagnetische Emission im Kurzwellenbereich Störungen verursacht werden können. Gestört werden dann der Kurzwellenrundfunk, der Seefunkdienst, Wetterfunk, Flugfunk, militärische Funkdienste, Botschaftsfunk, Amateurfunkdienst/Notfunk und Sendungen von Presseagenturen. Gegenüber den bisher bekannten Störungen im UHF-/VHF-Bereich, die einige 100 m weit reichen konnten, können diese ungewünschten Aussendungen zu Störungen im Kurzwellenbereich in mehreren Kilometern Entfernung führen.

#### Störungsbeseitigung

##### Durch Dritte
Störungen durch die Aussendung des Kabelfernsehsignals werden in Deutschland durch die Bundesnetzagentur, den Nachfolger des früheren Funkentstördienstes, in der Regel auf Anfrage des Betroffenen ermittelt. Der Verursacher wird kostenpflichtig auf die Einhaltung der gesetzlichen Grenzwerte verpflichtet oder die Störquelle wird beschlagnahmt. Es können dann zusätzlich noch weitere juristische Maßnahmen ähnlich wie bei der Verfolgung von Schwarzsendern erfolgen.

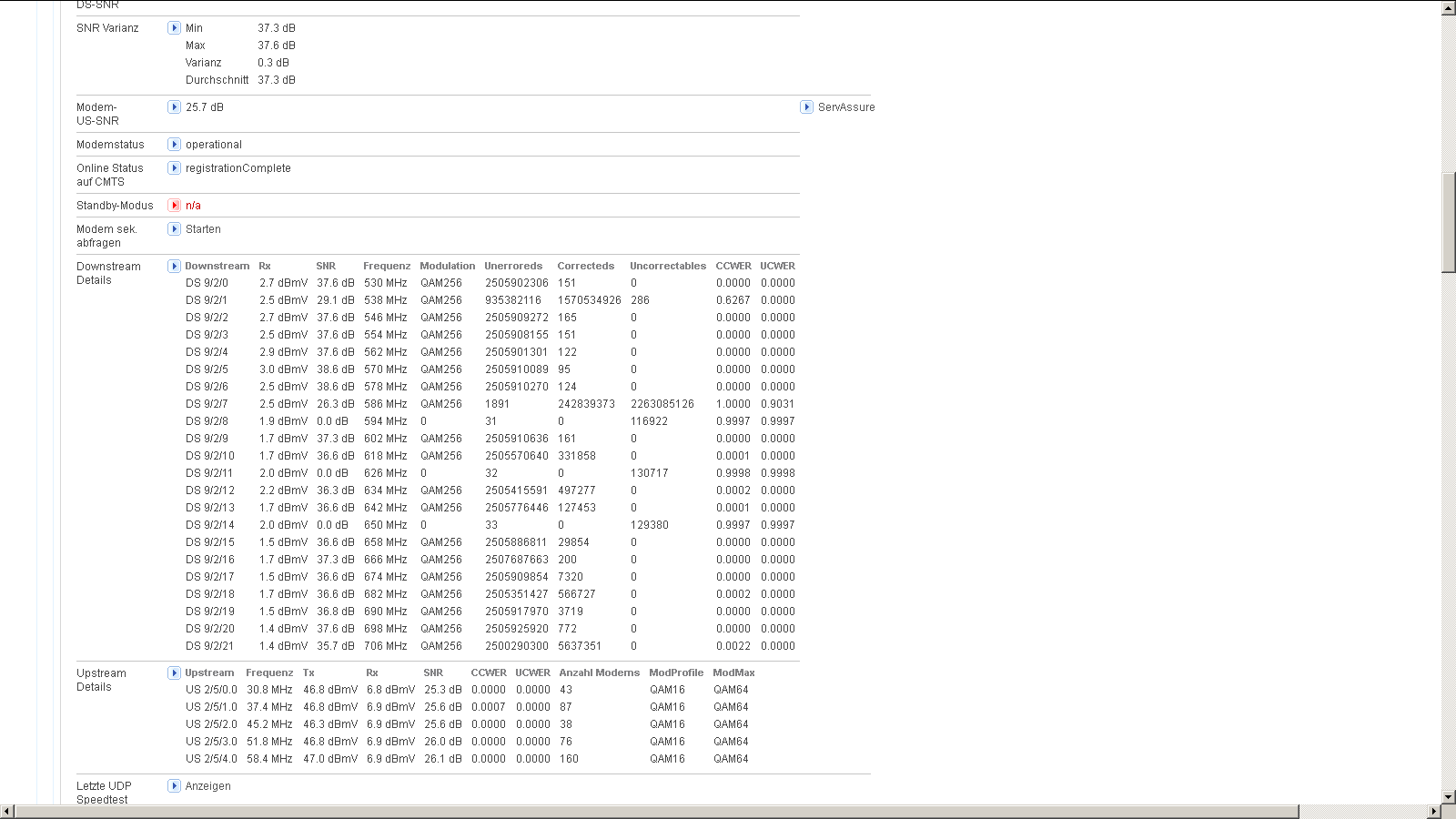
Störeinstrahlung durch DVB-T2 auf Downstreamkanäle bei der Connect-Box von Compal. Wirkung u. a. hohe Paketverluste auf einzelne Kanäle.

Da nun auch für DVB-C die Sonderkanäle S02, S03 und S04 benutzt werden, ist zum Empfang häufig eine neue breitbandige Antennendose erforderlich, die in der Regel der Betreiber bei Bedarf beim Kunden vor Ort ersetzt. Die „alte“ Antennendose hat einen Frequenzfilter, der oberhalb von 108 MHz den digitalen Kanal S02/113 MHz dämpft und damit dessen störungsfreien Empfang beeinträchtigt. Ältere breitbandige Antennendosen können allerdings durch hohe UKW-Pegel Bildstörungen durch Übersteuerungen am Fernseher hervorrufen. Das kann durch die Verwendung moderner Antennendosen mit Frequenzfilter behoben werden, da die modernen Antennendosen mit Frequenzfilter für den Empfang der Sonderkanäle geeignet sind. Es gibt alternativ auch Hochpassfilter, die man in Verbindung mit der breitbandigen Antennendose verwenden kann.
Mit der Einführung von DVB-T und DVB-T2 sowie den Mobilfunkstandard LTE im 800-MHz-Frequenzband sorgen schlecht abgeschirmte Kabelfernsehnetze für wechselseitige Störungen, da hier der Frequenzbereich bis 862 MHz genutzt wird. Hierbei mussten bereits Fernsehkanäle durch den Netzbetreiber abgefiltert oder gar gesperrt werden. Siehe auch Digitale Dividende.
Für darüber hinausgehende Installationen und Wartungen in Kabelnetzen können je nach Land und gesetzlichen Rahmenbedingungen weitere Vorgaben der zuständigen Kabelnetzbetreiber gelten.

##### Durch den Endbenutzer (Netzebene 4)
Der Verantwortungsbereich des Kabelnetzbetreibers reicht bis zur Netzebene 3 (Hausanschluss), Netzebene 4 betrifft die Gebäudeinstallation. Störungen in diesem Bereich werden vorwiegend durch Verwendung von schlecht geschirmten Kabeln und Anlagenteilen verursacht, die vor Einführung des Kabelfernsehens für den Antennen-Gemeinschaftsempfang installiert wurden. Solche Störungen lassen sich durch den Betreiber der Haustechnik bzw. den Endbenutzer beseitigen, indem ausreichend geschirmte Kabel und Verteiler verwendet werden. Ein zusätzlicher kapazitiver Mantelstromfilter am Antenneneingang sorgt für eine Netztrennung am Antennenanschluss zwischen dem Kabelfernsehnetz und den eigenen Geräten und verhindert somit die Netzeinstreuungen und eine Brummschleife.
In den meisten Ländern ist die Begrenzung unvermeidlicher Störstrahlung gesetzlich geregelt. Damit ist der Anschluss von CB-Funk, Minisendern oder anderer ungeeigneter Endgeräte oder Netzkomponenten, die lokal starke Störstrahlung verbreiten, am Kabelfernsehnetz in der Regel ausgeschlossen. In Europa tragen geeignete Empfangsgeräte die CE-Kennzeichnung.

### Signalstärke und Qualität
Die vom Kabelfernsehbetreiber zur Verfügung zu stellende Signalstärke und die Signalqualität sind genormt. Diese Parameter sind für den Kunden am zentralen Hausübergabepunkt (Ende Netzebene 3) oder an der Antennendose (Ende Netzebene 4) zur Verfügung zu stellen.
Für den analogen Fernsehbereich gilt:
Sie reicht in etwa von 60 dBµV bis 75 dBµV (umgerechnet: 1 mV bis 5,6 mV). In den meisten Häusern befinden sich nahe dem eigentlichen Anschluss im Keller ein Verstärker und ein zentraler Verteiler, die idealerweise an jeder Anschlussdose 67 dBµV (umgerechnet: 2,2 mV) zur Verfügung stellen sollten.
Für den digitalen Fernsehbereich DVB-C mit einer Modulation von 64 QAM gilt:
Sie reicht in etwa von 50 dBµV bis 65 dBµV (umgerechnet: 0,3 mV bis 1,8 mV). Am Hausverstärker sollte das Signal so eingepegelt werden, dass unter Berücksichtigung der Verteilstruktur nahezu 57 dBµV (0,7 mV) an jeder Anschlussdose zur Verfügung stehen.
Für den digitalen Fernsehbereich DVB-C mit einer Modulation von 256 QAM gilt:
Sie reicht in etwa von 57 dBµV bis 69 dBµV (umgerechnet: 0,7 mV bis 2,8 mV). Am Hausverstärker sollte das Signal so eingepegelt werden, dass unter Berücksichtigung der Verteilstruktur nahezu 63 dBµV (1,4 mV) an jeder Anschlussdose zur Verfügung stehen.
Der Pegel (Signalstärke) ist so hoch, dass in der Regel zwei Fernseher mit einem passiven Verteiler direkt und ohne Störungen an eine Kabelantennensteckdose angeschlossen werden können. Durch die Übertragung von Signalen mit einer definierten Stärke (Pegel) auf einer festgelegten Frequenz im Kabel (Pilotton) können Kabelverstärker automatisch schwankende Kabeldämpfungen, die durch Temperaturschwankungen entstehen, selbständig ausgleichen. Diese Verstärker werden in der Regel nur zur Überbrückung großer Entfernungen, nicht jedoch als Hausanschlussverstärker eingesetzt.

## Situation in einzelnen Ländern

### Deutschland
Kabelfernsehen wird von verschiedenen Netzbetreibern gegen Gebühr bereitgestellt. Es  gibt zurzeit zwei große Anbieter:  Vodafone Kabel Deutschland (ehemals Kabel Deutschland in 13 Bundesländer sowie die ehemalige Unitymedia (Baden-Württemberg, Hessen und Nordrhein-Westfalen)) sowie Pÿur (siehe auch Kabelnetzbetreiber#Deutschland). Die Landesmedienanstalten überwachen die Kabelnetzbetreiber und legen die Programme fest, die in das Kabelnetz eingespeist werden müssen (Must-carry-Regelung hauptsächlich für Vollprogramme). In der Regel müssen alle lokalen (deutschen) Sender, die ohne besonderen Aufwand vor Ort frei empfangbar sind, in das Kabelnetz analog eingespeist werden, sowie Vollprogramme und örtliche Lokalsender, selbst wenn sie heute nicht mehr terrestrisch verbreitet werden. Das digitale Angebot der öffentlich-rechtlichen Rundfunkanstalten (ARD und ZDF) braucht via DVB-C jedoch nur in SD-Qualität in das Kabelnetz eingespeist zu werden. Die Einspeisung aller Fernseh- und Radioprogramme der ARD über DVB-C erfolgt, obwohl mit geringem technischen Aufwand möglich, zurzeit nicht von allen Kabelnetzbetreibern. Zurzeit sind von einigen Anbietern keine Termine zur Einspeisung der fehlenden ARD-Sender und des Hörfunktransponders über DVB-C bekannt. Es gibt für die Kabelnetzbetreiber keine gesetzliche Verpflichtung für die Einspeisung der öffentlich-rechtlichen Fernsehprogramme in HD-Qualität.
Unitymedia und Kabel Deutschland bieten für Neukunden kein analoges Kabelfernsehen mehr an (siehe DVB-C in Deutschland). Trotzdem sind bei Kabelanbietern analoges und digitales Kabelfernsehen für alle Kunden noch verfügbar, wenn auch für Neukunden vertraglich kein Anspruch mehr auf analoges Kabelfernsehen besteht. Anders ist die Lage in Mietobjekten von Großvermietern (ehem. kommunale Wohnungsgesellschaft). Da dort der Kabelnetzbetreiber oft das Monopol in einem Objekt hat, kann der Mieter nicht zwischen den Anbietern wählen. Daher wird oft in solchen Mietobjekten ein Vertrag mit ermäßigten Konditionen zwischen Vermieter und Kabelnetzbetreiber ausgehandelt, so dass in diesen Fällen auch für Neukunden eine (im Vergleich zur Digitalversorgung) günstige Analogversorgung möglich ist.

#### Geschichte
Die ersten konsequent entwickelten Anwendungen des Kabelfernsehens gab es bereits Mitte der 1930er Jahre in Berlin und später auch in Hamburg unter dem Begriff „Fernseh-Drahtfunk“. Über Koaxialkabel wurden Fernsehsignale auf einen Träger von 4,2 MHz aufmoduliert und in die Fernsehstuben und Gemeinschaftsempfangsanlagen Berlins übertragen. Dieser Fernseh-Drahtfunk hatte gegenüber dem Antennenfernsehen den Vorteil, dass Bildstörungen durch Störsignale aus dem S-Bahn-Netz vermieden werden konnten. Viele der damaligen Fernsehempfänger hatten daher sowohl einen Fernsehantennenanschluss als auch einen Kabeleingang. Der Ton wurde teils über dieselbe Leitung, teils auch über das Telefonnetz übertragen.
In der Bundesrepublik Deutschland kam es erst Anfang der 1960er Jahre zur Einführung einer Form von Kabelfernsehen, die Gemeinschafts- und Großantennenanlagen zur Versorgung von Mietshäusern. Diese Anlagen lieferten per Kabel meist nur ortsübliche lokale Radio- und Fernsehprogramme in die einzelnen Wohnungen. Dieses war allerdings allenfalls eine Vorstufe zum Kabelfernsehen.
Erst 1972 begann die Deutsche Bundespost schrittweise mit dem Bau von Kabelversuchsnetzen in abgeschatteten Gebieten mit einer Kapazität von je zwölf Fernseh- und Hörfunkprogrammen. Ende 1974 beziehungsweise 1978 wurden diese Kabelnetze, die mit analogen Kabelkopfstellen mit einer Bandbreite von 47 MHz bis 350 MHz ausgestattet waren, in Betrieb genommen.
In der DDR gründeten örtliche Antennengemeinschaften Ende der 1970er Jahre die ersten Kabelfernsehnetze, die neben einer Verbesserung des lokalen Rundfunkempfangs auch den Empfang des Westfernsehens in höherer Qualität ermöglichten.
Kabelfernsehen wurde in Westdeutschland erstmals am 1. Januar 1984 im Rahmen des Kabelpilotprojekts Ludwigshafen am Rhein bis 1986 ausgestrahlt. Weitere Kabelpilotprojekte folgten in München (1984–1985), Dortmund (1985–1988) und West-Berlin (1985–1990). Hier wurden auch erstmals Spartenkanäle (für Bildung oder Sport) sowie offene Kanäle für Bürgerprogramme erprobt.
Ab 1984 führte die Bundespost unter Minister Schwarz-Schilling in Westdeutschland flächendeckend Kabelfernsehen auf Basis von Kupferkabeln ein.
Die Geburtsstunde des Kabelfernsehens 1984 war auch gleichzeitig die Geburtsstunde des kommerziellen Privatfernsehens.
Das Kabelfernsehen war für die meisten Bürger zeitiger und kostengünstiger als der heutige Satellitendirektempfang verfügbar.
Hier gibt es offenbar widersprüchliche Informationen. Aus Recherchen über Kabel Deutschland ging Folgendes hervor: Anlässlich der Eurobau soll 1978 in Altenholz (bei Kiel) die erste Kopfstelle in Betrieb gegangen sein. Die erste Satellitenrundfunk-Empfangsanlage (SEE) soll 1983 auf dem Kieler Fernsehturm aufgebaut worden und in Betrieb gegangen sein.
Noch 1982 zählte die Bundesrepublik mit einem Versorgungsgrad von rund zwei Prozent zu den „Kabel-Entwicklungsländern“. 1984 bezifferte die Deutsche Bundespost die Kosten der Verkabelung auf 13,5 Milliarden DM(6,9 Milliarden Euro) und 1988 auf 15 Milliarden DM (7,7 Milliarden Euro). Die Verkabelung verlieh laut einem im Oktober 1987 veröffentlichten Gutachten des Deutschen Instituts für Wirtschaftsforschung, im Gegensatz zu Prognosen des Bundesministeriums für das Post- und Fernmeldewesen, dem Arbeitsmarkt nur in geringem Maß positive Impulse. Bis Ende 1990 erhielten in Westdeutschland 8,1 Millionen Haushalte einen Kabelanschluss, das entsprach nach offiziellen Angaben einer Versorgungsdichte mit Kabelanschlüssen von 31,5 Prozent aller Haushalte in der Bundesrepublik.
| Bundesland          | Anschließbare Wohnungen | Anteil der Haushalte |
| ------------------- | ----------------------- | -------------------- |
| West-Berlin         | 72,7 %                  | 31,6 %               |
| Bremen              | 70,5 %                  | 23,2 %               |
| Niedersachsen       | 45,9 %                  | 17,5 %               |
| Hamburg             | 45,3 %                  | 13,7 %               |
| Schleswig-Holstein  | 41,2 %                  | 16,9 %               |
| Rheinland-Pfalz     | 40,1 %                  | 15,9 %               |
| Bayern              | 37,4 %                  | 16,1 %               |
| Nordrhein-Westfalen | 33,8 %                  | 11,8 %               |
| Baden-Württemberg   | 32,1 %                  | 12,8 %               |
| Hessen              | 29,6 %                  | 11,0 %               |
| Saarland            | 26,3 %                  | 10,3 %               |
| BRD                 | 38,2 %                  | 14,8 %               |

Quelle: Deutsche Bundespost. Die Prozentzahl bezieht sich auf den Anteil an der Gesamtzahl der Wohnungen
Am 31. Dezember 1995 meldete die Deutsche Telekom 15,8 Millionen Nutzer von Kabelanschlüssen; die Kabeldichte lag damit bundesweit bei 65,3 Prozent, der Versorgungsgrad (Anschlussdichte) bei 64,7 Prozent. Die höchste Anschlussdichte aller Bundesländer verzeichneten Mecklenburg-Vorpommern (75,1 Prozent) und Brandenburg (74,4 Prozent), der höchste Versorgungsgrad konnte in Hamburg (99,4 Prozent) und Bremen (98,0 Prozent) erreicht werden.
Die niedrigste Anschlussdichte haben im deutschen Kabelnetz demnach Sachsen-Anhalt (56,9 Prozent) und Schleswig-Holstein (61,4 Prozent), den niedrigsten Versorgungsgrad haben Thüringen (32,4 Prozent) und Sachsen-Anhalt (27,6 Prozent), gefolgt von Brandenburg (39,5 Prozent) und Mecklenburg-Vorpommern (39,6 Prozent). Die meisten an das Fernsehkabelnetz angeschlossenen Wohnungen gibt es in Nordrhein-Westfalen (3,7 Mio.), Baden-Württemberg (2,0 Mio.) und Bayern (2,3 Mio.).
Anfang 1997 forderte die Monopolkommission, die Deutsche Telekom müsse ihr Kabelnetz verkaufen. Die Bundesregierung lehnte diese Forderung noch im März 1997 mit der Begründung ab, ein solcher Zwangsverkauf verstoße gegen Grundgesetz und Aktienrecht.
Nach der Untersagung der bundesweiten gemeinsamen digitalen Kabelfernseh-Medienplattform von Deutscher Telekom, Bertelsmann und der Kirch-Gruppe aus kartellrechtlichen Gründen durch die Europäische Kommission 1998 und aufgrund weiteren Drucks der EU- und nationalen Wettbewerbsbehörden verkaufte die Telekom ihr Kabelnetz ab 2000 schrittweise bis 2003 in Form von regionalen Teilnetzen wie zum Beispiel ish, iesy, Kabel Deutschland, Kabel BW, Primacom sowie Tele Columbus, was den Weg für den rückkanalfähigen Ausbau und das Angebot von Kabeltelefonie und Kabelmodem (Triple Play) über das deutsche Kabelnetz freimachte. Kabel Deutschland erhielt bei Abkauf der Kabelnetze in Schleswig-Holstein alle Unterlagen zum Kabelfernsehen. Die heutige Deutsche Telekom AG hat bestätigt, dass Akten und Vermerke zur Errichtung der Kabelnetze komplett an Kabel Deutschland übergeben wurden.
Anfang 2004 stand Kabel Deutschland vor der Übernahme anderer großer Mitbewerber, was erneut zu einer Monopolstellung geführt hätte; das Bundeskartellamt hat die Übernahme daher zunächst untersagt. Anfang 2005 strebten in einem neuen Anlauf zwei regionale Anbieter – ish (Nordrhein-Westfalen) und iesy (Hessen) – einen Zusammenschluss an. Dieser Zusammenschluss ist im Mai 2007 unter dem gemeinsamen Namen Unitymedia erfolgt. Der neue Name steht für die Vereinigung von Fernsehen, Internet und Telefon aus einer Hand. Durch Zukauf von Tele Columbus West wurden noch mehr Kunden integriert.
Mit der Fußball-Weltmeisterschaft 2006 hielt der neue HDTV-Standard auch im Kabelnetz Einzug, jedoch nur im Bezahlfernsehen. Durch die Umrüstung auf zentrale Verteilung mit Glasfaserkabel und Fernwartung wurden mittlerweile viele alte Standorte von Kopfstationen (örtlichen Empfangsstellen) aufgegeben oder zurückgebaut sowie Kabelnetzsegmente zusammengefasst. Durch diese Zentralisierung sind lokal mittels Antenne frei empfangbare oder ortsübliche ausländische Sender, wie beispielsweise der ORF im grenznahen bayerischen Gebiet, nicht mehr im lokalen Kabelnetz verfügbar.
Im Jahr 2015 nutzten etwa 41 Prozent der deutschen Haushalte Kabelfernsehen. In dieser Statistik wurden auch Satellitenzuschauer ausländischer Herkunft oder mit verschiedenen Sparteninteressen erfasst, die fremdsprachiges Fernsehen oder im Kabel nicht vorhandene Spartenprogramme über Satellit empfingen, obwohl ein Kabelanschluss zur Verfügung stand und über die Mietnebenkosten bezahlt werden musste. Außerdem werden Kunden erfasst, die andere Empfangswege bevorzugten, aber über ihren Mietvertrag an den Kabelanschluss gebunden waren. Mindestens 46 Prozent nutzten eine Satellitenantenne, und 5 Prozent empfingen terrestrisch (DVB-T) über die Hausantenne oder verzichteten auf Fernsehen (vgl. auch nächster Abschnitt).

#### Zusammenarbeit von Wohnungsverwaltungen und Kabelnetzbetreibern
In der Bundesrepublik Deutschland kam es mit der Einführung des Kabelfernsehens häufig zu langfristigen Verträgen zwischen Kabelnetzbetreibern und Wohnungsverwaltungen sowie gewerblichen Vermietern zur Versorgung von Mietshäusern. Diese Verträge sicherten für viele Mieter erstmals einen hochwertigen störungsfreien Rundfunk- und Fernsehempfang und sorgten gleichzeitig dafür, dass in vielen Wohnungen ein Kabelanschluss verfügbar ist. Gleichzeitig wurden die häufig unzureichenden Einzelantennenanlagen der Mieter überflüssig, und häufig wurden die bereits vorhandenen Gemeinschaftsantennenanlagen für Wohnblocks und Hochhäuser in die neuerrichteten Kabelnetze einbezogen.
In einigen Städten gründeten Wohnungsverwaltungen auch eigene Kabelnetzbetreiber oder arbeiteten mit örtlichen Elektrobetrieben zusammen, um ihre Wohneinheiten auf der Netzebene 4 zu versorgen. Da die Programmzuführung meist von den großen Kabelbetreibern stammt, kommt es hier oft zu Konflikten bei der Versorgung mit Internet und Telefon über diese Anlagen. Teilweise werden hier Installationsverbote durch den NE4-Betreiber ausgesprochen, was zu Unmut bei Mietern führen kann.
Zum 1. Juli 2024 wurde das sogenannte Nebenkostenprivileg abgeschafft.

#### Medienpolitische Bedeutung des Kabelfernsehens
Nach dem Regierungswechsel in der Bundesrepublik 1982 wurde der Errichtung flächendeckender Breitbandkabel-Verteilnetze (BK-Netze) in Kupferkoaxialtechnik eine hohe Priorität eingeräumt. Mit 24 bis 35 theoretisch nutzbaren Fernseh- und etwa 40 Hörfunkkanälen bot das Kupferkoaxialkabel im Breitbandnetz eine Übertragungskapazität, die ein vielfältiges Programmangebot ermöglichte. Der damalige Bundespostminister Christian Schwarz-Schilling äußerte 1983 sehr deutlich: „Um die Nachfrage nach Kabelanschlüssen zu verstärken, kann es nicht nur um eine Verbesserung der Bild- und Tonqualität gehen, sondern um das Angebot von mehr Programmen“ – gemeint waren in erster Linie private Anbieter. Die Deutsche Bundespost verdoppelte die Finanzmittel für den Ausbau der Breitbandkommunikationsnetze mit Kupferkoaxialkabeln im Jahre 1983 auf insgesamt eine Milliarde DM. Auch für die Folgejahre wurde von einer ähnlich hohen Investitionssumme ausgegangen, 1990 waren es schließlich 1,5 Milliarden DM im Jahr. Vor 1982 beschränkte sich die Deutsche Bundespost darauf, nur solche Gebiete zu verkabeln, die – meist auf Grund von geografischen Gegebenheiten – keinen oder nur einen schlechten Empfang von terrestrischen Sendern zuließen. Bis 1982 wurden etwa 300.000 Haushalte (1,3 Prozent der Fernsehhaushalte) an die Kabelnetze der Deutschen Bundespost angeschlossen. Die Verkabelungsstrategie der Post wurde nun unter maßgeblichem Einfluss des neuen Postministers verändert: Der bisher bedarfsorientierte Ausbau der Kabelverteilnetze wurde durch eine angebotsorientierte Absatzstrategie ersetzt. Die für die medienpolitisch erwünschte Programmvermehrung, die auch für privaten Fernsehanbieter benötigte Kabelinfrastruktur schien dabei nur durch den massiven Einsatz staatlicher Gelder realisierbar – und über die Verwendung der vergleichsweise teuren Kupferkoaxialkabel. Das Kabelfernsehen war damals für viele Bürger früher und preiswerter als der Satellitendirektempfang verfügbar.
Diese Netze verbreiteten neben dem öffentlich-rechtlichen Fernsehen von ARD, später allen Dritten Programmen sowie das ZDF auch das staatliche Fernsehen der DDR, ab Mitte der 1980er Jahre auch erstmals flächendeckend kommerzielle Privatsender (zunächst Sat.1 und RTL plus) sowie in Grenznähe den ORF und SRG, sogar unverschlüsselt den schweizerischen Pay-TV-Sender Teleclub. Auch in Grenznähe zu den anderen Nachbarländern wurden deren TV- und Radioprogramme terrestrisch eingespeist. Die ersten Digitalprogramme strahlten die Fernsehsender (Eins-Plus, 3sat, RTL plus, Sat.1) in D2-MAC 4:3 (16:9 optional) aus. In ausgebauten Kabelfernsehanlagen wurde dafür 12 MHz breite Hyperband-Sonderkanäle genutzt. Das digitale Satellitenradio DSR wurde über das Kabelfernsehen zeitweilig angeboten.

#### Einführung des Rückkanals

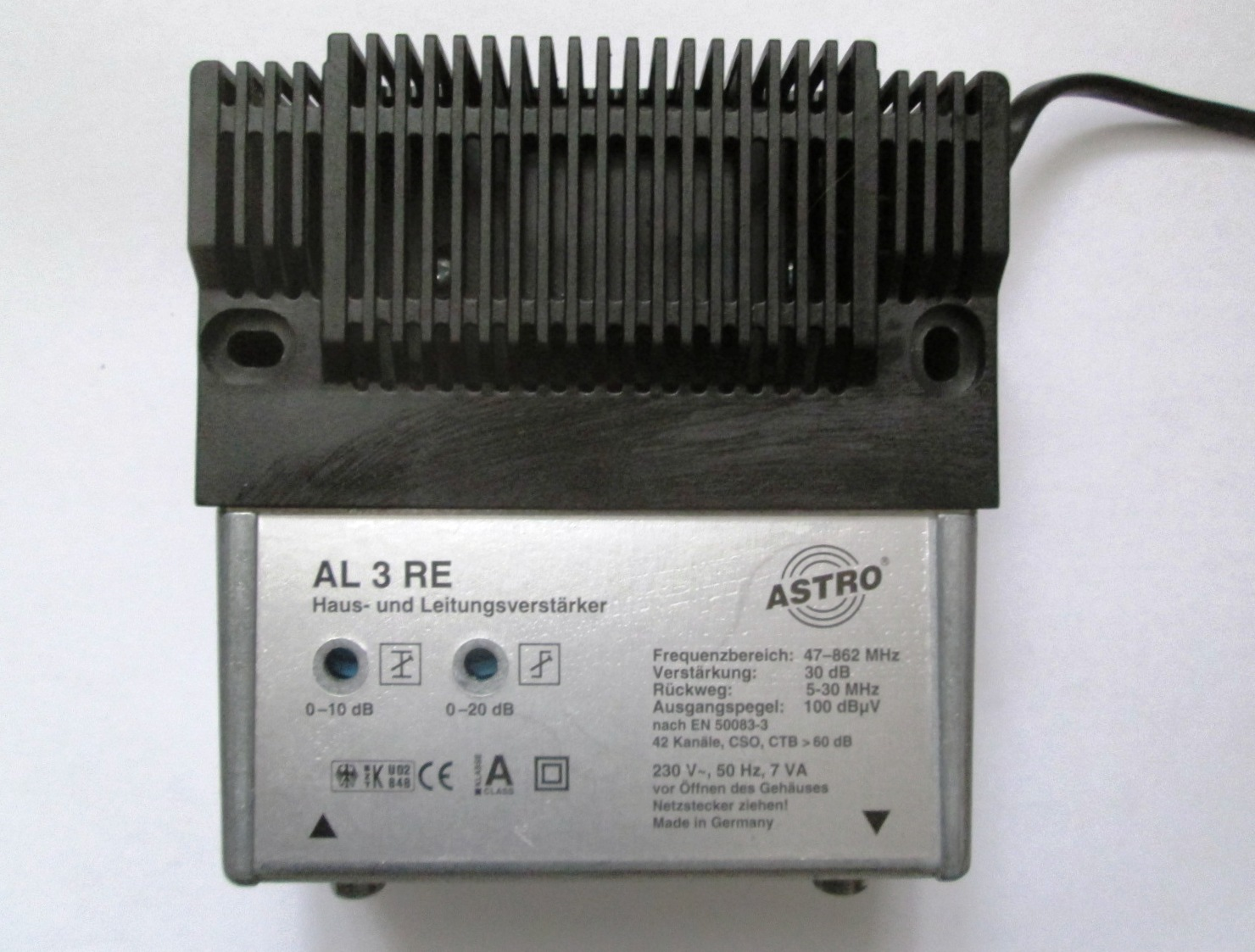
Verstärker mit passivem Rückweg (alt)

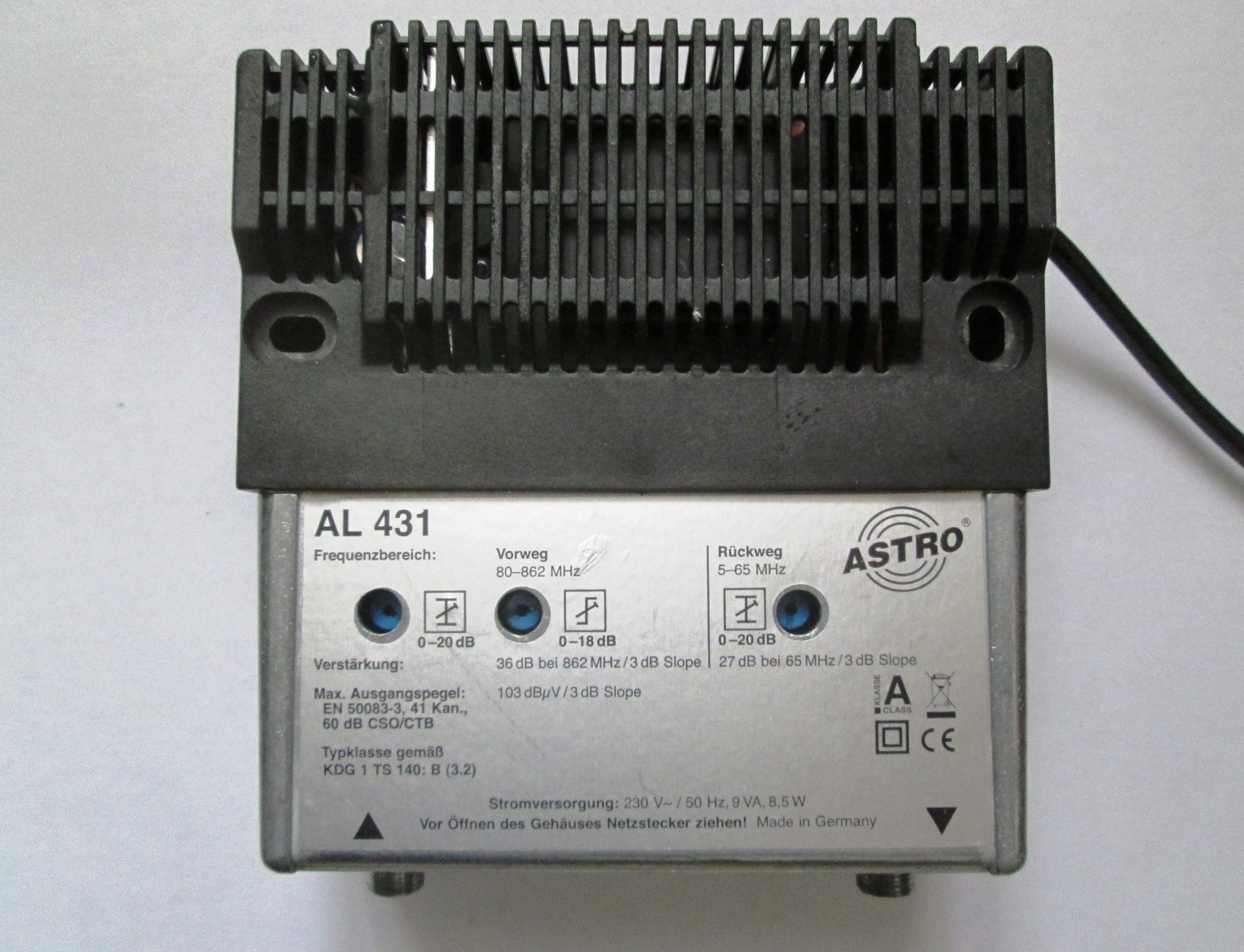
Verstärker mit aktivem Rückweg (neu)

Die ursprünglich für das Kabelfernsehen geplanten Breitbandverteilnetze der Deutschen Bundespost hatten die Verwendung eines Rückkanals vorgesehen. Beim Kabelfernsehen ist eine derartige Funktion primär nicht erforderlich. Jedoch gab es damals auch schon Versuche, den Rückkanal für interaktives Fernsehen, ähnlich dem Hybrid-Fernsehen und Home-Shopping, zu realisieren. Dazu wurde der störanfällige Bereich von 5 MHz bis 30 MHz meist mit passivem Rückweg genutzt. Nach Protesten von Datenschützern wurde diese Funktionalität nie großflächig eingesetzt. Erst mit dem Einzug von Internet über Fernsehkabel zur Jahrtausendwende verbreitete sich die Rückkanalfähigkeit im Bereich von 30 MHz bis 65 MHz wieder, indem Verteiler und Verstärker ausgetauscht wurden. Zu diesem Zeitpunkt gehörten die deutschen Kabelfernsehnetze nicht mehr der Telekom.

#### Grundverschlüsselung
Bei einigen deutschen Kabelnetzbetreibern erfolgte die digitale Aussendung der privaten Fernsehprogramme bis April bzw. Mai 2013 mit einer Grundverschlüsselung. Die Grundverschlüsselung wurde jedoch Anfang des Jahres 2013 vom Bundeskartellamt verboten und die RTL- und ProSiebenSAT.1-Gruppe mit einem Bußgeld in Höhe von 55 Millionen Euro wegen illegaler Absprachen belegt. Seit 2. Mai 2013 kann man jetzt bis zu 51 Programme über den einfachen digitalen Kabelanschluss von Kabel Deutschland empfangen. Darunter die Programme der RTL- und der ProSiebenSAT.1-Gruppe sowie sixx, Tele 5, ServusTV, Sport1, Eurosport und noch weitere Programme. Die Grundverschlüsselung wurde zunächst für die nächsten zehn Jahre aufgehoben.
Früher brauchte man eine spezielle Smartcard des Kabelnetzbetreibers. Die öffentlich-rechtlichen Sender haben diese Grundverschlüsselung untersagt. Kabel BW hat von Anfang an und seit 2. Januar 2013 auch Unitymedia sowie viele kleinere Kabelnetzbetreiber auf eine Grundverschlüsselung verzichtet. Bei den meisten privaten Fernsehprogrammen in HD-Qualität gibt es jedoch eine Grundverschlüsselung.

#### Analogabschaltung
Beim Kabelfernsehen findet die Umstellung mit DVB-C statt. Die Digitalisierung beim Kabelfernsehen soll vorerst marktgetrieben stattfinden.
Seit Juli 2015 wird im Kabelnetz von Unitymedia nach und nach die analoge Fernsehverbreitung eingestellt: Am 1. und 6. Juni 2017 wurde das analoge Signal in Baden-Württemberg komplett abgeschaltet, am 13. Juni folgte Hessen sowie am 20. und 26. Juni Nordrhein-Westfalen. Vodafone folgte 2018.
Der ANGA Verband Deutscher Kabelnetzbetreiber teilte mit, dass spätestens Ende 2018 die analoge Fernsehverbreitung in den deutschen Kabelnetzen eingestellt wird. Der Betrieb und die Kanalbelegung beim Kabelfernsehen wird in Deutschland durch die Landesmedienanstalt des jeweiligen Bundeslandes genehmigt.
Im Jahr 2016 empfingen etwa 82,1 Prozent aller Haushalte mit Kabelempfang das Fernsehsignal digital. Die Steigerung beträgt jährlich 7 Prozent (Austausch von alten Fernsehern gegen neue). Fast alle neuen Fernseher haben DVB-C-Tuner, um das digitale Signal im Kabel zu empfangen. So kommt es, dass etwa die Hälfte der Haushalte, die noch analoges Fernsehen über Kabel empfängt, schon einen Fernseher mit digitalem Empfänger besitzt.
Insbesondere viele ältere Menschen und viele einkommensschwache Haushalte empfangen immer noch analoges Kabelfernsehen über ältere Geräte, durch veraltete Kanallisten in ihren Geräten oder durch veraltete Hausverteilanlagen. Für Haushalte mit rein analogen Fernsehern könnte eine von den Kabelgesellschaften kostenlos bereitgestellte digitale Set-Top-Box einen Umstieg bewirken.

### Österreich
In Österreich gibt es mehrere große Kabelanbieter sowie einige regionale Kabelnetzbetreiber. Alle großen österreichischen Kabelnetzbetreiber bieten über ihre Leitungen auch Internet und Telefonie an.
Allerdings ist in Österreich das digitale Satellitenfernsehen stärker als in jedem anderen europäischen Staat verbreitet – 55 Prozent der österreichischen Haushalte sind für den digitalen Satellitenempfang ausgerüstet. Daher spielt das Kabelfernsehen in Österreich mit 36,5 Prozent eine geringere Rolle. Vor allem die einfache Verfügbarkeit aller österreichischen und deutschen Programme und die mittlerweile kostengünstig und ohne weitere laufende Kosten zur Verfügung stehende Satellitenempfangstechnik tragen zu diesem Umstand bei.
Jedoch gibt es als einzelne Ausnahmefälle durchaus Gemeinden mit hoher Kabelanschlussrate – entweder, weil das Kabelfernsehen bereits sehr früh (meist durch kleinere Unternehmen oder die Gemeinden selbst) ausgebaut und entsprechend kundennah beworben wurde, oder weil punktuell besonders strenge Vorschriften zum Ortsbildschutz in Kraft sind, die Fernsehantennen und Satellitenschüsseln auf Gebäuden untersagen.

#### Anfänge des Kabelfernsehens in Österreich

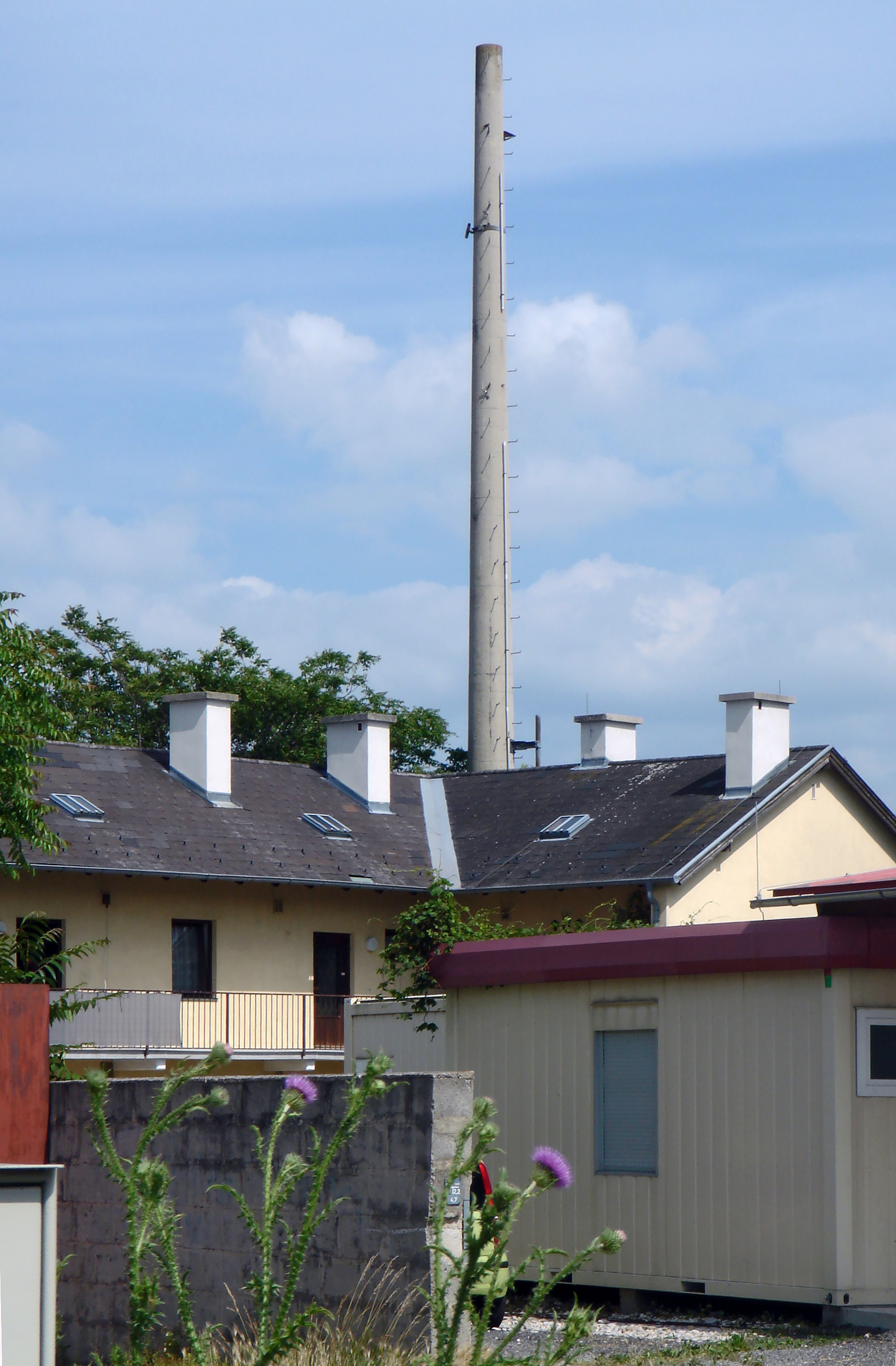
Rest der am 15. Dezember 1979 feierlich eröffneten Richtfunk-Empfangsanlage in Baden bei Wien

Im November 1974 beschloss Vöcklabruck als erste Stadt Österreichs eine Gemeinschaftsanlage für das Kabelfernsehen zu errichten. Im Mai 1975 wurden die ersten Haushalte mit den beiden ORF-Programmen und drei deutschen Sendern versorgt. Letztere waren durch die Grenznähe mit guter Antennentechnik empfangbar. Ab 1985 wurden über Satellit SAT 1 und 3sat in das Kabelnetz eingespeist.
Ein anderer Pionier ist die vereinsmäßig organisierte Großgemeinschaftsantennenanlage (GGA) in der Gemeinde Dietach, welche seit Mai 1976 neben zwei ORF-Programmen auch drei deutsche Programme an anfangs 90 Haushalte übertrug. Ab Oktober 1986 wurden auch Satellitensignale eingespeist.
Die Wiener Telekabel (heute Magenta Telekom) wurde 1978 von der Stadt Wien und Philips gegründet und 1979 startete der Betrieb in Gemeindebauten in Floridsdorf und Donaustadt. Neben den zwei österreichischen Programmen wurde über Richtfunkstrecken der Post- und Telegraphenverwaltung die deutschen Sender ARD, ZDF, BR3 und WDR und die Schweizerische Radio- und Fernsehgesellschaft (SRG) zugeführt. Die Richtfunkstrecke nach Wien versorgte später auch andere Städte auf ihrer Strecke bzw. gab das Signal vom Funkturm Wien-Arsenal weiter unter anderem an die im Burgenland 1980 fertiggestellten Verteilerpunkte der Burgenländischen Kabelfernseh-Gesellschaft (BKG). Schon über Satellit wurde zu Beginn der paneuropäische Super Channel eingespeist. Ab 1984 kamen über Satellit 3sat, SAT1 und RTL Plus hinzu. In Wien begann man 1995 auch die Rückkanalfähigkeit zu realisieren. Dabei wurde Internet über Telekabel mit gesharten 10 Mbit/s für einen Verteilungsbereich über den Kabelanschluss verfügbar.
1978 wurde auch die Liwest von den Magistraten Linz, Wels, Steyr und der Siemens AG Österreich gegründet. Sie speiste ab 1985 die Satellitenprogramme SAT1 und 3sat ein.
Wegen örtlich schlechter Empfangsbedingungen verlegte die Gemeinde Weng im Gesäuse 1978 parallel zum Bau der öffentlichen Schmutzwasserkanalanlage ein Koaxialkabel. 1979 wurde der Kabelbetreiber KTV-Eisenerz gegründet.

### Schweiz
Etwa 93 Prozent der Schweizer Fernsehhaushalte empfangen ihre Programme über einen Kabelnetz-Anbieter, die restlichen Haushalte mit einer Dachantenne als DVB-T oder Satellit.
Wichtigster Anbieter ist die UPC Cablecom mit einem Marktanteil von über 50 Prozent. Weitere wichtige Anbieter sind Quickline und die Digital Cable Group. Gesamtschweizerisch gibt es 422 Kabelnetzbetreiber. Diese gehören Unternehmen, Genossenschaften oder Gemeinden. Nur elf Kabelnetzbetreiber haben mehr als 22.000 Kunden. Dieses zeigt, wie viele kleinere Anbieter es gibt. Die Netze sind in der Regel für 862 MHz ausgelegt. Dadurch werden oftmals über 50 verschiedene Fernsehprogramme verbreitet. In den meisten Kabelnetzen wird auch (meist kostenpflichtiges) digitales Fernsehen angeboten, mit insgesamt 600.000 Kunden (Stand: Dezember 2009).
Erfolgreicher ist der Breitband-Internetzugang über das Kabelnetz mittels Kabelmodem mit rund 750.000 Anschlüssen (Stand: Dezember 2009). Die Konkurrenztechnologie ADSL zählt 1.368.000 Anschlüsse (Stand: Dezember 2007).
Seit dem Jahre 2004 ist in verschiedenen Netzen auch das Telefonieren über das Kabelnetz möglich, hier gibt es gemäß dem Branchenverband swisscable 365'000 Anschlüsse (Stand Dezember 2009). Seit die SRG SSR seit 1. Dezember 2007 mit HD suisse einen eigenen HD-Kanal betreibt, haben die meisten Schweizer Kabelnetze HDTV-Angebote aufgeschaltet.

#### Geschichte
Bereits Mitte der 1930er Jahre entstanden die ersten Kabelnetze für Hörfunk. Die PTT (heute Swisscom) verzichtete auf ihr Monopol, da sie noch zahlreiche Telefonanschlüsse in Betrieb nehmen musste und sich deshalb nicht auch noch mit dem Aufbau eines Kabelnetzes beschäftigen wollte. Zudem verfügte sie mit dem Telefonrundspruch über eine eigene drahtgebundene Technik für Hörfunk. Bereits in den 1950er Jahren verbreiteten die ersten Kabelnetze auch Fernsehsignale. In den folgenden Jahren entstanden an zahlreichen Orten Kabelnetze. Anfang der 1990er Jahre wurden die Kabelnetze oftmals auf 600 MHz oder gar 862 MHz ausgebaut. In einigen Netzen wurden bis zu 65 analoge Fernsehprogramme verbreitet. 1994 fusionierten mehrere größere Kabelnetze zur Cablecom. 1995 boten die ersten Kabelnetze den Internetzugang. Seit 1. November 2006 bietet die Swisscom auch Fernsehprogramme über VDSL-Anschlüsse (IPTV) an.

### USA und Kanada
Schon Mitte der 1940er Jahre entstand in den USA vereinzelt eine Form von Kabelfernsehen, allerdings als Notlösung: Um auch Menschen in abgelegenen Gebieten Fernsehempfang zu ermöglichen, wurden in manchen Regionen große Antennen aufgestellt; anschließend wurden von dort Kabel zu den einzelnen Häusern verlegt. Der Wunsch nach mehr Programmen führte in den USA und in Kanada dann in den 1950er Jahren zu der Einführung eines „echten Kabelfernsehens“ neben der gewöhnlichen Fernsehversorgung per Funk.

## Kanäle und Frequenzen im deutschsprachigen Raum
Historisch bedingt sind vor der Einführung des Kabelfernsehens die technisch zur Verfügung stehenden Frequenzen dem Fernsehempfang, dem UKW-Radio und auch anderen Funkdiensten zugeteilt worden. Um eine mögliche Doppelvergabe oder Verwechslung der bestehenden Fernsehkanäle zu verhindern, wurden die im Kabel noch freien Frequenzlücken, die sonst durch andere Funkdienste belegt waren, mit den Sonderkanälen für das Kabelfernsehen belegt.
Deshalb können Kanäle, die nur eine Nummer tragen, auch für das herkömmliche Fernsehen über Antenne verwendet werden. Die mit S bezeichneten Kanäle, die Sonderkanäle, sind dagegen außerhalb des Kabelnetzes (im Funkbetrieb) für andere Zwecke reserviert. Fernseher von vor etwa 1985 können daher gewöhnlich auch am Kabel keine Sonderkanäle empfangen. Jedoch liegen meistens die Sonderkanäle S02 bis S19 auf den Kanälen 82 bis 99, so dass sie auch mit älteren Fernsehern empfangen werden können.
Um den Empfang der Sonderkanäle des Kabelfernsehens auf alten Fernsehern zu ermöglichen, konnten die Empfangseinheiten (engl. tuner) durch Kabeltuner ersetzt werden. Eine weitere Möglichkeit war die Umsetzung der Fernsehkanäle mittels eines Kabelkonverters in den UHF-Bereich (Fernsehkanäle 21–69), der damals durch das Kabelfernsehen nicht oder nur teilweise genutzt wurde.
Die folgende Tabelle gibt nur die Zuordnungen für den deutschsprachigen Raum an – in anderen Ländern können die gleichen Kanalnummern teilweise andere Frequenzen bezeichnen (siehe dazu auch Frequenzen der Fernsehkanäle). Angegeben ist jeweils die Frequenz des Bildträgers – zu jedem Kanal gehören aber alle Frequenzen von 1,25 MHz unterhalb der angegebenen Bildträgerfrequenz bis 1,25 MHz unterhalb der Bildträgerfrequenz des nächsten Kanals. Der Kanal 2 erstreckt sich von 47 MHz bis 54 MHz.

### Frequenztabelle im deutschsprachigen Raum
Die angegebenen Empfangsfrequenzen sind
- bei analogem Fernsehen: die Bildträgerfrequenz, manchmal auch auf ganze Megahertz gerundet,
- bei digitalem Fernsehen per DVB-C: die Trägerfrequenz der DVB-C-Modulation,
- bei digitalem Fernsehen per DVB-C2: die Mittelwert des untersten und obersten Trägers der OFDM-Modulation und
- bei digitalem Fernsehen per DVB-S/S2: die Trägerfrequenz der DVB-S- bzw. DVB-S2-Modulation.[39]

Vereinzelt werden auch vom Standard abweichende Frequenzen gesendet, um z. B. EMV-Probleme zu reduzieren.

#### Rundfunk Band I
| Kanal | analog    | Upload                 |     | Kanal    | digital | Nutzung |
| ----- | --------- | ---------------------- | --- | -------- | ------- | ------- |
| –     | –         | 30,8±3,2 MHz           |     |          |         |         |
| –     | –         | 37,4±3,2 MHz           |     |          |         |         |
| –     | –         | 45,2±3,2 MHz           |     |          |         |         |
| 2     | 48,25 MHz | 51,8±3,2 MHz           |     |          |         |         |
| 3     | 55,25 MHz | 58,4±3,2 MHz           | D73 | 73±4 MHz | D       |         |
| 4     | 62,25 MHz | mittlerweile ungenutzt | D81 | 81±4 MHz | D       |         |

- Die Kanäle 2 bis 4 wurden nur in den nicht ausgebauten Kabelnetzen und dort nur analog als Fernsehkanäle genutzt. Heute dienen sie in ausgebauten Kabelnetzen i. d. R. nur noch als Rückkanal für den Internetzugang per Kabelmodem.
- Die Kanäle D73 und D81 werden nur bei einzelnen nicht ausgebauten Netzen genutzt. Es handelt sich um Kanäle zwischen Band I und Band II und nicht um standardisierte Empfangsfrequenzen. Es ist eine Notregelung, um flächendeckend das gleiche Programm-Angebot bieten zu können. In den Ausbaugebieten ist das, was sonst auf Kanal D73 ist, auf Kanal K27 im UHF-Band.

#### Rundfunk Band II
Der Frequenzbereich VHF II (87,50 MHz–108,00 MHz) ist für UKW-Rundfunk reserviert.

#### Unterer Sonderkanalbereich (Midband)
Hierbei handelt es sich um Sonderkanäle.
Der Sonderkanal S01 kann wegen der Überschneidung mit dem UKW-Radio-Frequenzband nicht genutzt werden.
Die Sonderkanäle S02 und S03 wurden nur selten analog genutzt. Seit dem 31. März 2009 verbietet die Sicherheitsfunk-Schutzverordnung (SchuTSEV) der Bundesnetzagentur die Nutzung der Kanäle im Bereich 112 bis 125 MHz für die analoge Signalverbreitung.
Für die digitale Belegung der Kanäle S02 und S03 wird von den QPSK-QAM-Umsetzern eine Bandbreite von 8 MHz benötigt. In den vorhandenen Kabelnetzen wird vor diesem Hintergrund eine Neuordnung des Kanalrasters mit einer Kanalbreite von 8 MHz angestrebt. Die Neuanordnung beginnt hier ausgehend vom bestehenden 8 MHz-Digital-Kanalraster im Hyperband, von wo aus das Raster hin zu niedrigeren Frequenzen fortgesetzt wird (D114, D122, …, D170). Einzelne Kabelnetzbetreiber nutzen bis zu einer Neuordnung übergangsweise das bestehende Frequenzraster für die Verbreitung digitaler Kanäle. Hierdurch ergibt sich ein verschobenes Raster für digitale Kanäle, beginnend mit D113, D121, …, D169.
Seit dem 1. Januar 2011 dürfen aufgrund der Sicherheitsfunk-Schutzverordnung (SchuTSEV) auch die Sonderkanäle S04 und S05 nicht mehr für die analoge Signalverbreitung genutzt werden. Im Bereich 125 MHz bis 137 MHz wird seitdem ausschließlich digital gesendet.
Durch diese Umstellung entfallen im analogen Kabelfernsehprogramm bei Kabel Deutschland (Vodafone) in jedem Bundesland ein Drittes Fernsehprogramm der ARD (bspw. in Niedersachsen das Bayerische Fernsehen). Bei Unitymedia erfolgte die Umstellung erst zum 25. Januar 2011.
Sofern S06 noch analog auf 140,25 MHz genutzt wird, entfällt eine digitale Nutzung von S05 aufgrund von Überlappung der Kanäle bis zu einer weiteren Abschaltung analoger Kanäle.
In der Schweiz werden in den Kabelnetzen alle Sonderkanäle S02 bis S10 analog genutzt, teilweise mit einzelnen Kanälen um bis zu 1,5 MHz Versatz, um Störungen zu Lokal- oder Behördenfunk zu vermeiden.
| Analog Kanal | Analog- frequenz in MHz (7 MHz-Raster) | Digital Kanal | Digital- frequenz in MHz (8 MHz-Raster) | Nutzung |
| ------------ | -------------------------------------- | ------------- | --------------------------------------- | --- |
| S01          | 105,25                                 |               |                                         | (ungenutzt: UKW-Rundfunk)                                                                                  |
| S02          | 112,25                                 | D114          | 114±4                                   | D: Unitymedia, Vodafone                                                                                    |
| S03          | 119,25                                 | D122          | 122±4                                   | D: Unitymedia, Vodafone; Siedlungsgesellschaft Cuxhaven                                                    |
| S04          | 126,25                                 | D130          | 130±4                                   | D: Unitymedia, Vodafone; Siedlungsgesellschaft Cuxhaven                                                    |
| S05          | 133,25                                 |               |                                         | |
| S06          | 140,25                                 | D138          | 138±4                                   | D: Unitymedia (S05), A: Vodafone; D: Siedlungsgesellschaft Cuxhaven                                        |
| S07          | 147,25                                 | D146          | 146±4                                   | D: Unitymedia (S06), A: Vodafone; D: Siedlungsgesellschaft Cuxhaven                                        |
| S08          | 154,25                                 | D154          | 154±4                                   | D: Unitymedia (S07), A: Vodafone; D: Siedlungsgesellschaft Cuxhaven                                        |
| S09          | 161,25                                 | D162          | 162±4                                   | D: Unitymedia (S08), A: Vodafone; D: Siedlungsgesellschaft Cuxhaven; Antennengemeinschaft Niederwürschnitz |
| S10          | 168,25                                 | D170          | 170±4                                   | A: Vodafone; D: Siedlungsgesellschaft Cuxhaven; Antennengemeinschaft Niederwürschnitz                      |

Alternative Digital-Belegung im Rahmen einer Übergangsphase zwischen Analog- und Digital-Ausstrahlung:
| Kanal  | Digital- frequenz in MHz (8 MHz-Raster) | Nutzung                                         |
| ------ | --------------------------------------- | ----------------------------------------------- |
| D113   | 113±4                                   | Antennengemeinschaft Niederwürschnitz           |
| D121   | 121±4                                   | Primacom; Antennengemeinschaft Niederwürschnitz |
| D129   | 129±4                                   | Primacom; Antennengemeinschaft Niederwürschnitz |
| D137   | 137±4                                   | Primacom; Antennengemeinschaft Niederwürschnitz |
| D145   | 145±4                                   | Primacom; Antennengemeinschaft Niederwürschnitz |
| D153   | 153±4                                   | Primacom; Antennengemeinschaft Niederwürschnitz |
| (D161) | (161±4)                                 |                                                 |
| (D169) | (169±4)                                 |                                                 |

#### Rundfunk Band III
Die Kanäle 5 bis 12 werden bei den Kabelnetzbetreibern im Jahr 2017 noch für die analoge Programmverteilung genutzt.
| Analog Kanal | Analog- frequenz in MHz (7 MHz-Raster) | Digital Kanal | Digital- frequenz in MHz (8 MHz-Raster) |
| ------------ | -------------------------------------- | ------------- | --------------------------------------- |
| 5            | 175,25                                 | (D178)        | (178±4)                                 |
| 6            | 182,25                                 |               |                                         |
| 7            | 189,25                                 | (D186)        | (186±4)                                 |
| 8            | 196,25                                 | (D194)        | (194±4)                                 |
| 9            | 203,25                                 | (D202)        | (202±4)                                 |
| 10           | 210,25                                 | (D210)        | (210±4)                                 |
| 11           | 217,25                                 | (D218)        | (218±4)                                 |
| 12           | 224,25                                 | (D226)        | (226±4)                                 |

#### Oberer Sonderkanalbereich (Superband)
Die Sonderkanäle S11 bis S20 werden bei den Kabelnetzbetreibern derzeit nur analog genutzt.
| Analog Kanal | Analog- frequenz in MHz (7 MHz-Raster) | Digital Kanal | Digital- frequenz in MHz (8 MHz-Raster) |
| ------------ | -------------------------------------- | ------------- | --------------------------------------- |
| S11          | 231,25                                 | (D234)        | (234±4)                                 |
| S12          | 238,25                                 |               |                                         |
| S13          | 245,25                                 | (D242)        | (242±4)                                 |
| S14          | 252,25                                 | (D250)        | (250±4)                                 |
| S15          | 259,25                                 | (D258)        | (258±4)                                 |
| S16          | 266,25                                 | (D266)        | (266±4)                                 |
| S17          | 273,25                                 | (D274)        | (274±4)                                 |
| S18          | 280,25                                 | (D282)        | (282±4)                                 |
| S19          | 287,25                                 | (D290)        | (290±4)                                 |
| S20          | 294,25                                 | (D298)        | (298±4)                                 |

#### Erweiterter Sonderkanalbereich
| Kanal                                                                  | Analog | Digital |
| ---------------------------------------------------------------------- | ------ | ------- |
| S21                                                                    | 303,25 | (306±4) |
| S22                                                                    | 311,25 | (314±4) |
| S23                                                                    | 319,25 | (322±4) |
| S24                                                                    | 327,25 | 330±4   |
| S25                                                                    | 335,25 | 338±4   |
| S26                                                                    | 343,25 | 346±4   |
| S27                                                                    | 351,25 | 354±4   |
| S28                                                                    | 359,25 | 362±4   |
| S29                                                                    | 367,25 | 370±4   |
| S30                                                                    | 375,25 | 378±4   |
| S31                                                                    | 383,25 | 386±4   |
| S32                                                                    | 391,25 | 394±4   |
| S33                                                                    | 399,25 | 402±4   |
| S34                                                                    | 407,25 | 410±4   |
| S35                                                                    | 415,25 | 418±4   |
| S36                                                                    | 423,25 | 426±4   |
| S37                                                                    | 431,25 | 434±4   |
| S38                                                                    | 439,25 | 442±4   |
| S39                                                                    | 447,25 | 450±4   |
| S40                                                                    | 455,25 | 458±4   |
| S41                                                                    | 463,25 | 466±4   |
| Ende des empfangbaren Bereichs in Kabelnetzen mit Ausbaustufe 470 MHz. |        |         |

#### Rundfunk Band IV
| Kanal | Analog- frequenz in MHz | Digital- frequenz in MHz |
| ----- | ----------------------- | ------------------------ |
| 21    | 471,25                  | 474±4                    |
| 22    | 479,25                  | 482±4                    |
| 23    | 487,25                  | 490±4                    |
| 24    | 495,25                  | 498±4                    |
| 25    | 503,25                  | 506±4                    |
| 26    | 511,25                  | 514±4                    |
| 27    | 519,25                  | 522±4                    |
| 28    | 527,25                  | 530±4                    |
| 29    | 535,25                  | 538±4                    |
| 30    | 543,25                  | 546±4                    |
| 31    | 551,25                  | 554±4                    |
| 32    | 559,25                  | 562±4                    |
| 33    | 567,25                  | 570±4                    |
| 34    | 575,25                  | 578±4                    |
| 35    | 583,25                  | 586±4                    |
| 36    | 591,25                  | 594±4                    |
| 37    | 599,25                  | 602±4                    |

#### Rundfunk Band V
| Kanal                                                                  | Analog- frequenz in MHz | Digital- frequenz in MHz |
| ---------------------------------------------------------------------- | ----------------------- | ------------------------ |
| 38                                                                     | 607,25                  | 610±4                    |
| 39                                                                     | 615,25                  | 618±4                    |
| 40                                                                     | 623,25                  | 626±4                    |
| Ende des empfangbaren Bereichs in Kabelnetzen mit Ausbaustufe 630 MHz. |                         |                          |
| 41                                                                     | 631,25                  | 634±4                    |
| 42                                                                     | 639,25                  | 642±4                    |
| 43                                                                     | 647,25                  | 650±4                    |
| 44                                                                     | 655,25                  | 658±4                    |
| 45                                                                     | 663,25                  | 666±4                    |
| 46                                                                     | 671,25                  | 674±4                    |
| 47                                                                     | 679,25                  | 682±4                    |
| 48                                                                     | 687,25                  | 690±4                    |
| 49                                                                     | 695,25                  | 698±4                    |
| 50                                                                     | 703,25                  | 706±4                    |
| 51                                                                     | 711,25                  | 714±4                    |
| 52                                                                     | 719,25                  | 722±4                    |
| 53                                                                     | 727,25                  | 730±4                    |
| 54                                                                     | 735,25                  | 738±4                    |
| 55                                                                     | 743,25                  | 746±4                    |
| 56                                                                     | 751,25                  | 754±4                    |
| 57                                                                     | 759,25                  | 762±4                    |
| 58                                                                     | 767,25                  | 770±4                    |
| 59                                                                     | 775,25                  | 778±4                    |
| 60                                                                     | 783,25                  | 786±4                    |
| 61                                                                     | 791,25                  | 794±4                    |
| 62                                                                     | 799,25                  | 802±4                    |
| 63                                                                     | 807,25                  | 810±4                    |
| 64                                                                     | 815,25                  | 818±4                    |
| 65                                                                     | 823,25                  | 826±4                    |
| 66                                                                     | 831,25                  | 834±4                    |
| 67                                                                     | 839,25                  | 842±4                    |
| 68                                                                     | 847,25                  | 850±4                    |
| 69                                                                     | 855,25                  | 858±4                    |
| Ende des empfangbaren Bereichs in Kabelnetzen mit Ausbaustufe 862 MHz. |                         |                          |

#### Breitband-Internetzugang
Für den Internetzugang in ausgebauten Kabelnetzen stehen nach Euro-Docsis die Frequenzbereiche von 5 MHz bis 65 MHz in Senderichtung (engl. „upstream“ oder „upload“) und 450 MHz bis 862 MHz in Empfangsrichtung (engl. „downstream“ oder „download“) zur Verfügung (Obergrenze abhängig vom Ausbau, nicht durch Docsis spezifiziert), in der Praxis sind jedoch diese Frequenzbereiche nicht vollständig verfügbar bzw. werden nur eingeschränkt vom Netzbetreiber (Euro-Docsis 2.0 bzw. 3.0) von 30 MHz bis 65 MHz und (Euro-Docsis 3.1) 15 MHz bis 30 MHz in Sende- sowie von 450 MHz bis 640 MHz in Empfangsrichtung unterstützt.
Siehe auch: Breitband-Internetzugang: Frequenzbereiche für Internetzugang nach Euro-Docsis